# ファイアーエムブレム ヒーローズ
『ファイアーエムブレム ヒーローズ』（FIRE EMBLEM Heroes）は、インテリジェントシステムズ開発・任天堂発売によるスマートデバイス向け基本無料・アイテム課金制のスマートフォン用ゲームアプリ。ファイアーエムブレムシリーズのスピンオフ作品である。略記はFEヒーローズ、FEHなど。
アドヴァタイジングスローガンは「扉を開け。英雄と共に。」。

## 概要
これまでのファイアーエムブレムシリーズは据え置き機や携帯機で発売されていたが、今作はシリーズ初のスマートデバイス向けゲームとなっている。テーマは「常に傍にあるファイアーエムブレム/スタンドバイミー」。
#キャラクターのデザインは、コザキユースケ、ワダサチコ、北千里といった他のシリーズ作品で参加した経歴のある者と、初参加となる者を含めた多人数による分業制が採られている。タイトルバックや公式ホームページで用いられているキービジュアル（メインビジュアル）はコザキが担当した。
シリーズ恒例のBGM「ファイアーエムブレムのテーマ」は過去に存在するボーカルあり版のどれとも異なる歌詞の一曲となっており、「ファイアーエムブレム 遥かな時を越え 語り継がれしその魂」（Fire Emblem Your spirit shall shine Across the generations Now and for all time）から始まる。
「ファイアーエムブレム ヒーローズ」のテーマソングを歌唱を担当したのは東京芸術大学声楽科テノール専攻を卒業したテノール歌手・ミュージカル俳優の田代万里生。国内配信用の日本語歌唱と世界配信用の英語歌唱の2バージョンを、共に田代が担当した。アプリ内の言語設定を日本以外の国に設定することで、日本国内でも英語歌唱ver.を聴くことが出来る。
データのバックアップはニンテンドーアカウントと連携することで行われる。

### 歴史
本ゲーム単独以外のコラボレーションやタイアップなどは#企画を参照。
- 2017年間
  - 2月2日、iOS・Android版が配信開始（#配信対象国）。
  - 2月9日、人気投票「ファイアーエムブレム ヒーローズ英雄総選挙」結果発表。『封印の剣』のロイと『覚醒』のルキナが男女別の総合2位に、『蒼炎の軌跡』のアイクと『烈火の剣』のリンが男女別の総合1位に輝く。
  - 4月12日、バージョン1.2.0配信開始。公式攻略本の『召喚師の手引き』が前提としている。
  - 4月28日、YouTubeにてNintendo Mobile公式動画番組「フェーちゃんねる」配信開始。
  - 4月28日 - 5月8日、キャンペーン「英雄おみくじ」開催。報酬条件の上限が達成され、後日「オーブ10個」「英雄の翼5,000枚」が配布された。
  - 8月7日、バージョン1.6.0配信開始。キャンペーン「1/2周年記念祭」開催。
  - 8月29日、LINE STOREにて「ファイアーエムブレム ヒーローズ着せかえ」販売開始。
  - 8月31日 - 9月8日、iOS・Android端末から遊べるキャンペーン「英雄早押しバトル」開催。
  - 8月31日 - 9月15日、前述の人気投票上位4名が総選挙特別versionと称する描き下ろしユニットとして#召喚に追加、およびプレイヤー1人につき1ユニット選択制で無料でも配布された。
  - 11月28日、バージョン2.0.0配信開始。メインストーリー「第2部」が追加[10]。
- 2018年
  - 12月11日、バージョン3.0.0アップデートより、メインストーリーの「第3部」追加[11]。通常召喚では出現しない「神階英雄」の追加。
- 2019年
  - 2月2日、2周年記念祭開催[12]。
  - 9月5日、バージョン3.9.0配信開始、新機能「ホームガイド」が追加されミッションクリアで★5英雄4人と最大32個のオーブが入手可能[13]。
  - 12月5日、フェーちゃんねるにてバージョン4.0.0発表、同日配信開始。メインストーリーの「第4部」追加。新要素「ミョルニル」の実装。
- 2020年
  - 2月2日、3周年記念フェーちゃんねる配信、サブスクリプション方式の課金要素「フェーパス」が発表。内容は既存英雄の神装化（毎月2人）や特別ミッション配信、対人MAP以外のターンの巻き戻し、スタミナがある限りの連続おまかせ戦闘など。
  - 12月8日、フェーちゃんねるにてバージョン5.0.0発表、同日配信開始。メインストーリーの「第5部」追加。召喚時にピックアップ以外の★5（いわゆるすり抜け）を召喚した際に上昇確率が初期までリセットされることがなくなった。
- 2021年
  - 2月2日、4周年記念フェーちゃんねる配信、期間が経った★5英雄が「★4特別チャンス」という枠で抽選されることが発表された。抽選自体が★4扱いなので出現しても上昇していた★5確率は降下しない。他英雄値の上限が7000に変更等。

### 配信対象国
以下の全43か国・地域。言語は日本語、英語、フランス語、スペイン語、イタリア語、ドイツ語、中国語（繁体字）に対応している。
- 日本
- アイルランド
- アメリカ合衆国
- イギリス
- イタリア
- エストニア
- オーストラリア
- オーストリア
- オランダ
- カナダ
- キプロス

- ギリシャ
- クロアチア
- シンガポール
- スイス
- スウェーデン
- スペイン
- スロバキア
- スロベニア
- タイ
- 台湾
- チェコ

- デンマーク
- ドイツ
- ニュージーランド
- ノルウェー
- ハンガリー
- ブラジル
- フィンランド
- フランス
- ブルガリア
- ポーランド
- ポルトガル

- 香港
- マカオ
- マルタ
- 南アフリカ共和国
- メキシコ
- ラトビア
- リトアニア
- ルーマニア
- ルクセンブルク
- ロシア

## ゲームシステム
シリーズ恒例のターン制ストラテジーのシミュレーションゲーム。ただしマップはスマートデバイスでの遊びやすさと、操作方法に対する余計なハードルを下げることなどを追求した結果スクロールを廃止し、1画面上におさまる8×6マスというシリーズ最小のコンパクトなものとなった。ニンテンドーDSやニンテンドー3DSのタッチペンによる操作がベースになっており、全ての操作がマルチタッチジェスチャーによって可能となっている。
出撃（編成）数は明示がない場合最大4ユニットまでで、これは1回（1戦）の平均プレイ時間のバランスなども含めて試行錯誤の末に決定された。そのため一見しただけでは簡単そうだが、少数精鋭であるがゆえに1ユニット以上の数的優位が封じられ、また在来シリーズよりも三すくみの効力が強められているため一手（1マス）ごとの判断の重要性が非常に大きく、奥深さと戦略性が追求されている。
支援会話システムは当初は排除されており、その代わりとしてレアリティ★5のユニットがLV.40に達すると発生する専用の会話イベントで特別な絆の結びつきを表現していたが、バージョン1.7.0より「支援」と「召喚師との絆の契り」という名の2種類が能力値の上昇（バフ）ボーナスという効果で実装された。
戦闘時のモデリング（いわゆる戦闘アニメ）は『ファイアーエムブレム 覚醒』から始まり前作『ファイアーエムブレムif』まで引き継がれたデフォルメ路線はそのままに、ほぼ5頭身のキャラ別3Dモデルからは変更されほぼ3頭身の共通2Dモデルとなった。視点も3Dではなくなり『ファイアーエムブレム 新・紋章の謎 〜光と影の英雄〜』から約7年振りのサイドビューとなっている。
本作ではクラシックモード（倒されたユニットは死亡し、二度と使用できなくなる）は採用されず、カジュアルモード（倒されても次の章で復活）の仕様で統一されている。難易度は前作『ファイアーエムブレムif』まで採用されていたノーマル、ハード、ルナティックに加え、それらを上回るシリーズ初登場のインファナル（Infernal）・アビサル（Abyssal）が追加された。
その他の過去シリーズとの相違点は以下の通りで、主に不採用/排除されたものを挙げる。
- アーチャー系によるシューター（マップ兵器）
- 盗賊系による盗むや宝箱/扉の解錠
- 技/幸運/体格などの能力による命中率/必殺の一撃/救出など
- 制圧によるクリア条件(ただし、制圧戦は似たシステムがある)
- 武器屋/民家などのマップ施設
- シルバーカード（秘密の店）による割引システム
- プレイヤー自身が参戦するマイユニットシステム
- 結婚および子世代システム

属性
本作での三すくみは「赤色は青色に負け、青色は緑色に負け、緑色は赤色に負ける」という関係になっており、色ごとに3系統の武器種 が割り当てられている。
一方、無色（アイコン上では灰色）の武器種も存在するが、こちらは前作『ファイアーエムブレムif』で設定されていた三すくみは排除されており、一部の#スキルの限定的条件によって初めて赤青緑との相性が生じる仕様になっている。
- 赤属性：剣、赤魔法、竜、弓、暗器、獣
- 青属性：槍、青魔法、竜、弓、暗器、獣
- 緑属性：斧、緑魔法、竜、弓、暗器、獣
- 無属性：弓、無魔法、竜、杖(回復/攻撃魔法)、暗器、獣

移動タイプ
従来のクラスチェンジが無い本作における兵種（区分）。移動力・地形の影響・特効（天敵）などに関わり、たとえば「騎馬」は最も移動力があるが「林」は踏むことが出来ないというような長所短所がある。
一部の#スキルを使えば、いわゆる瞬間移動や常時のマス数の増減、弱点（被特効）の無効化、全ての魔法スキル持ちに対する特効など、移動タイプ（兵種）を無視した効果を生じさせることも可能となる。
- 歩行：移動範囲は2マス。従来のロード、剣士、魔道士、僧侶、アーチャー、マムクート、盗賊、踊り子系など徒歩で移動するユニットが該当。
- 重装：移動範囲は1マスだが代わりに合計ステータスは高い。従来のアーマーナイト系や、一部のロード・マムクートなどが該当。アーマーキラーや貫きの槍などの「重装特効」に弱い。
- 飛行：移動範囲は2マス。従来のペガサスナイト、ドラゴンナイトなど空を飛べるユニットが該当。弓やエクスカリバーなどの「飛行特効」に弱い。
- 騎馬：移動範囲は3マス。従来のソシアルナイト、トルバドール、一部のロード系など馬乗りのユニットが該当。ブラーウルフや斬馬刀などの「騎馬特効」に弱い。

地形本作では1つの例外を除いてどのマスにも割合（%）によるバフ/デバフ効果は無く、移動タイプごとの影響のみで分かれている。
- 林：「騎馬」以外が通過できるが、「歩行」は1マスに制限される。
- 山、川、溶岩：「飛行」のみが越えられるが、一部のスキルを使えば全タイプを限定的に飛び越えさせることもできる。
- 壁、障害物：全てのタイプが遮られるが、形状が崩れているものなら攻撃すれば1ないし2回で破壊できる。
- 防御地形：石垣で囲まれた石畳のようなマスで全てのタイプが踏める。能力の守備と魔防が上昇するバフ効果を有している。
- 溝地形：「騎馬」は1マスしか移動できなくなる。

スタミナ
「#ストーリーマップ」「#修練の塔」「#スペシャルマップ」「#戦渦の連戦」を遊ぶごとに消費される行動値。5分間で1づつ回復し、99でカンストする。ミッションなどで付与される「スタミナ回復薬」を使うと即座に99回復し、超えた分は一時的に100以上のスタミナ値になる。（例：残50で使用→スタミナ149）
対戦権「#闘技場」の一部で消費される行動値。1戦（回）につき1本が消費され、協定世界時で午前7時、日本標準時で午後4時にて3本まとめて回復する。ミッションなどで付与される「対戦権の剣」を使うと即座に3本回復する。
アイテム
- 英雄の翼：特別強化の覚醒で必要。レアリティ★1→2で20、★2→3で200、★3→4で2,000、★4→5で20,000枚が消費される。ログインおよび会話ボーナス、#バトルでのミッション報酬、戦闘終了時に獲得する英雄値の累積報酬、#闘技場での階級報酬などで入手するもので、#オーブとは異なり課金で増やすことはできない。（ただし新たに召喚して英雄を即座に送還することで擬似的に入手はできる）
- 緋光/蒼光/碧光/無垢の勲章：各属性色ごとの★3以下の覚醒で必要。
- 緋光/蒼光/碧光/無垢の大勲章：各属性色ごとの★4を5にする覚醒で必要。
- 緋光/蒼光/碧光/無垢/万物の結晶：各属性色ないし全属性のLV.19以下のレベルアップで必要。
- 緋光/蒼光/碧光/無垢/万物の大結晶：各属性色ないし全属性のLV.20以上のレベルアップで必要。
- スタミナ回復薬：行動値「スタミナ」を99回復する。最大999,999個まで所持可能。
- 対戦権の剣：行動値「対戦権」を全回復（3本）する。最大999,999個まで所持可能。
- 光の加護：いわゆるコンティニューアイテムで、ボーナスで奥義スキル発動可能状態で復活する。最大999,999個 まで所持可能。光の加護がない場合は代わりにオーブでコンティニューできる。
- 特効薬/鼓舞の角笛/奥義の刃/行軍のブーツ/神竜の涙/踊り子のヴェール/落雷・恐慌・畏怖・重圧の呪符：「縛鎖の闘技場」専用。1度の入場につき3種類1個ずつ持ち込み可能で、使用しなかった場合は数は減らない。各種99個まで所持可能。
- 聖貨：「聖印生成・覚醒」で必要。
- 錬成石：「銀の槍+」などの通常通常の武器を錬成できる。武器を錬成すると副産物として「神錬の雫」が入手できる。
- 神錬の雫：「ファルシオン」などの特別な武器を錬成できる。
- 闘技のメダル：武器錬成時に「錬成石」・「神錬の雫」と一緒に使用する。闘技場での勝利などで入手できる。
- 闘技の王冠：闘技場の階級が21「至天の召喚王」に達する度に入手できる。
- 神竜の花・歩行/重装/騎馬/飛行：使用すると対象の移動ユニットの能力値が上昇するが上昇の度に必要量は指数関数的に増加する。また英雄ごとに回数に限度がある。英雄の試練や飛空城、イベント報酬で入手可能。
- 英雄の聖杯：大英雄戦や戦禍の連戦など、オーブでの召喚以外で登場する英雄を再度召喚できる。レアリティは★4固定で召喚する度に必要量が増加（ただし最大は500まで）する。また同じ英雄の召喚は20回までの制限がある。飛空城やイベント報酬で入手可能。
- 異界の紙片：英雄の秘伝書を生成することが出来る。秘伝書については後述する。

### 仲間
戦う部隊の編成やカスタマイズが出来る。また個々のスキルの習得や装備の変更、キャラクターの強化が行える。
編成
20個のスロットで「部隊1 - 20」までを任意の名前で登録でき、スロットごとの一番左のユニットがリーダーとして扱われる。「部隊1」のリーダーと現在選択中のスロットの4名はホーム画面の会話キャラに固定化され、前者のリーダーがフレンドの登録（挨拶）キャラになる。
その中で防衛部隊に設定したスロットには盾のアイコンが表示され、「#闘技場」の防衛戦で読み込まれる部隊（つまり自身から見た場合のCPU対戦相手）になる。なお例外として「支援」と「召喚師との絆の契り」における支援効果は反映されない。
レアリティ
★印で表される 階級のようなもの。★から★★★★★までの5段階に分かれ（以下★1から5）、能力の最終合計値や「#スキル」の有無などの優劣、「#召喚」の場合の当たり確率の増減などがある。後述の覚醒を繰り返せば増やしていけるため、★1のユニットでも育てれば★5にすることが可能。
#歴代キャラクターの中には★5でしか存在しないキャラもおり、アルフォンス、シャロン、アンナの主要3名は★2からが固定スタートとなっている。
能力
ユニットの基本的な強さ。支援/絆レベル、#スキルや聖印、防御地形などの二次的効果によって上下させることも可能である。
一方、「大英雄戦」の報酬ユニットやアルフォンスなどの主要3名といった一部を除き、本作では入手時に以下のどれか2つに得意と苦手の個性 というパラメータが設定される場合があり 同じユニットでも能力値に差が生じるため、5つ全てに得意と苦手が存在しない個性もあれば、魔防が伸びて守備が伸びないアーマーナイト系というような、元々の特性とは逆になっている個性を選んで育てることも可能となっている。
- HP：ヒットポイント。戦闘継続（生存）、「進軍阻止」の条件など一部スキルに影響。0になるとその戦闘中は消滅するが終了すれば復活するため、本作ではユニット自体の喪失システムは後述の送還に置き換えられている。
- 攻撃：物理系と魔法系を問わない全ての与ダメージ、「剛剣」の条件など一部スキルに影響。
- 速さ：敵対ユニットより5ポイント多いと発動する追撃および2回攻撃、「風薙ぎ」の条件など一部スキルに影響。
- 守備：物理系の被ダメージ、「蛍火」の与ダメージなど一部スキルに影響。
- 魔防：魔法系の被ダメージ、「氷点」の与ダメージなど一部スキルに影響。

SPスキルポイント。#スキル取得に関わり、ユニットを倒したりレベルアップすることで溜まっていく。最大は9,999。
英雄値戦闘終了時に生存していることで溜まっていく。ユニークな1ユニットにつき最大9,000まで獲得でき、累積500ごとにホーム会話でアイテム「英雄の翼500枚」として受け取れる。
レベルアップ
アイテム「◯◯の結晶/大結晶」を消費することで戦闘をすることなく瞬時に行える。
秘伝書2018年9月6日実装、召喚などで英雄が兵舎に入りきらなくなってきたが送還はしたくない代替手段として実装された。「秘伝書」のため戦いに出ることは出来ず、同一英雄の限界突破や他英雄へのスキルの継承素材として使用可能。秘伝書作成時にレベル・限界突破数・継承したスキルはすべて消滅し、また英雄に戻すことも出来ない。
送還ユニットを喪失する代わりに、そのレアリティに応じて5、10、150、300、1,000枚の「英雄の翼」と交換できる。
特別強化
- 支援：従来の支援会話の本作版。異なる2つのユニット同士で何組も結ぶことができ、支援がかかっている状態でLV.35以上の敵を一定値倒すとレベルC→B→A→Sの順で各能力の上昇（バフ）ボーナス値が上がっていく。相手を変えたければ解除も自由に行えるが、制限として支援レベルはリセットされCからの再スタートとなる。効果は防衛部隊を除いて発揮され、範囲と効力は隣接時が+2、1マス離れ時が+1と変化する。なお称号 が違っていても名前が同じなら別のユニットと支援は結べない仕様となっている（例：「未来を知る者 ルキナ」で「A」というユニットと結んでいたら、「大いなる王女 ルキナ」で「B」というユニットと結ぶことは不可能）。
- 召喚師との絆の契り：前述の支援とは別の種類で、任意の1人（フェーパス加入者は3人まで）とプレイヤー自身（召喚師）とだけで結ぶもの。対象ユニットはアイコンの枠がピンク色になる。支援とも両立する仕様のうえ、効果は防衛部隊を除いて常時発揮され、2種類の支援を結んでいるユニットは最大でHPが+5、攻撃/速さ/守備/魔防が+3ないし4ものバフ効果を得ることが可能となる。
- 覚醒：従来のクラスチェンジに近い強化。アイテム「英雄の翼」と「◯◯の勲章/大勲章」を消費することで対象ユニットのレアリティを上げることができる。いわゆる無課金派と重課金派の格差や、折角好きなキャラなのに弱いというストレスを感じさせない配慮などで採用に至った。
- スキル習得：SPを消費して、スキルを習得することができる。スキルを習得すると、同じ系統のさらに強いスキルを習得できる。(例えばBスキルの「攻撃隊形1」を習得すると「攻撃隊形2」を習得できる。)
- スキル継承：継承元のユニットを喪失する代わりに、最大4つまで選択したスキルを継承先ユニットに登録（移行）することができる。ただし「習得」は別途で必要であり、さらに制限としてスキルポイントの負担が1.5倍になる。なおレアリティ★5限定の専用武器（例：アルフォンスの「フォルクヴァング」）、元属性と異なる武器スキル（例：物理攻撃種に魔法攻撃種を）、元属性の三すくみ不利を無くすもの（例：剣ユニットに「槍殺し」）、踊り子系だけが持つ「踊る」、いわゆるハメを招く恐れのあるもの（例：魔法や弓ユニットに「一撃離脱」）、などは仕様として継承自体ができなくなっている。
- 限界突破：アルフォンスら主要3名を除いて可能ないわゆる同ユニットの「重ね」にあたる強化で、実行するとレベル数の横に「LV.40+1」のように表される。最大10回まで可能で、各能力の上昇（2ポイント）とスキルポイントが入手できる。1回目の限界突破に限り2ポイントに加えて苦手な能力値が標準値まで穴埋めされる。（全て標準値の場合は穴埋めがなく定められた値がさらに3ポイント増加する）ただし、限界突破で能力値が強化されるのは★が同じかベースのほうが高い時のみで、素材ユニットの★がベースより低いときはSPのみ付与される。
- 聖印生成・聖印覚醒：勲章・大勲章・聖貨を使い、新たな聖印を作る、または持っている聖印を強化できる。
- 武器練成：闘技のメダル・SP・練成石または神練の雫を使い、特定の武器を上位の武器に練成し、または一部の武器に特殊な効果を追加できる。
- 祝福付与：獲得SPが2倍になるなどの効果を付与する祝福アイテムを仲間につけることができる。最初から祝福を保持している伝承英雄に祝福をつけることはできないが、シーズンと同種の祝福を持つ伝承英雄と同時に出撃すると特別な効果を得られる。

#### スキル
レベルアップや敵を倒したりするとスキルポイント（SP）がもらえる。スキルポイントを使って、武器、補助、奥義のアクティブスキル、装備するだけで効果を得られるパッシブスキルを身につけることができる。種類が膨大なため、アルフォンスら主要3名や序盤で必ず入手するもの、英雄戦/大英雄戦/戦渦の連戦で入手できる（配布している）もの、システムの例外に該当する特殊なものなどから抜粋する。なお「聖印」は厳密にはスキルとは区別されるものだが、事実上5種類目のスキルと言えるため本項で解説する。
武器スキル
ユニットの基本攻撃となるもの。武器種に同じ。複数種から選択する仕様だった従来シリーズとは異なる本作の特徴の1つで、これにより行動前に用途に応じて持ち替えることができた戦法が封じられている。また槍/斧系が使えた手槍/手斧などの間接武器、使用回数/命中率、毒や眠りなどの状態異常系も排除されており、物理ダメージで射程2マスを基本とするのは弓系と暗器系だけ、ミスの要素が無く常に必中、「蛇毒」などの固定ダメージ系に置き換え、などが基本である。

補助スキル
1ターンを消費することで効果を発揮するもの。
能力を強化できるシャロンの「攻撃の応援」、「ライブ」などの杖（回復魔法）系全般、歴代の踊り子系が持つ再行動を可能にする「踊る」、地形を無視してユニットを移動させられる「ぶちかまし」など。

奥義スキル
1から5までで設定された行動回数（カウント）を満たすことで効果を発揮するもの。たとえば射程1の剣士系ユニットが4カウントの奥義を発動する場合は、敵からの遠距離攻撃・反撃不可/残3 → 自ターンで敵に攻撃/残2 → 敵からの反撃/残1 → 速さ優位で追撃/残0＝発動のようになる。
アルフォンスの「陽影」、武器スキルの対象外の複数ユニットにもダメージを与えられる「砕雷」、自ターン攻撃後に再行動を可能にする「疾風迅雷」など。

パッシブスキル
ABCのストックに分かれ、合わせて3種類が装備できるもの。戦闘時やターン開始時に自動で効果を発揮する。
アルフォンスのA「鬼神の一撃1」、アンナのB「待ち伏せ1」、シャロンのC「守備の鼓舞1」、武器スキルに無い射程への反撃が可能になるA「遠距離反撃」「近距離反撃」、自身の弱点（被特効）を無くせるA「◯◯の盾」、移動タイプに無いマスへの移動を可能にするB「離脱の行路」「救援の行路」やC「重装の行軍」「空からの先導」など。

聖印
能力やスキルを少しだけ強化できる効果のもの。各ミッション・縛鎖の迷宮・#戦渦の連戦などのクリア報酬や特別強化の「聖印生成」などで入手可能で「聖印覚醒」で強化することもできるが、復刻ミッションなどで再配布の時に同じものを2つ所持することはできず、入手時点で即英雄の翼に変換されるようになっている。
HPを+3できる「HP1」や「第1迷宮の覇者1」、奥義スキルの発動カウントを-1できる「奥義の鼓動」など。
見た目的にはSのストックとなる。
祝福
付与された英雄は戦闘での入手SPが常に2倍になる。火・水・風・土・光・闇・天・理の8属性あり、シーズンと同じ属性を持つ英雄は能力が上がる。伝承英雄・神階英雄と呼ばれる英雄は最初から「祝福」が付与されている。特別マップ「四天の庭園」では該当する火・水・風・土の祝福が付与された英雄または伝承英雄のみ出撃することができる。

### フェーパス
2020年2月6日実装のサブスクリプション方式の課金要素。日本版では一ヶ月950円（海外は9.49USD）を支払うことにより神装英雄配布や限定ミッション、便利機能などの5つの特典が受けられる。一度入手した神装英雄はフェーパス退会後も使用可能。

### バトル

#### ストーリーマップ
新しいキャラクターとファイアーエムブレム歴代のキャラクターが織りなすオリジナルストーリーが楽しめるモード。ストーリーを進めることでアイテムの「#オーブ」を貰えたり、ニンテンドーアカウントと連携していればマイニンテンドーポイントなども受け取れる。ストーリーそのものは#ストーリーを参照。各章や外伝・異伝は複数の「節」からなり、順にクリアする必要がある。
メインストーリー
- 第1部 - 序章+全13章
- 第2部 - 全13章
- 第3部 - 全13章
- 第4部 - 全13章
- 第5部
- 第6部
- 第7部
- 第8部
- 第9部

外伝・異伝
- 異伝1 - 5
- 外伝1 - 56

クイズマップ
いわゆる「詰将棋」的なモードでマップ・味方・敵ユニットはすべて固定されており、ランダム要素が一切ないモード。スタミナ消費はゼロで同じ手順を踏めば誰がプレイしてもクリアが出来るようになっている。初回クリア時のみ既定の報酬がもらえる。
英雄の試練
神竜の花を入手できるモード、スタミナは消費しない。全ての英雄が1回クリアするまで挑戦することができ、クリアをすると規定量の神竜の花が入手できる。英雄の登場時期によって難易度ともらえる神竜の花が変わる。挑戦する英雄ともう1人サポート役の英雄を編成できるが、クリアするには挑戦する英雄が敵を2人以上倒す必要がある。また挑戦する英雄・サポート役のどちらかが倒れても失敗となる。1日1回クリアするまで挑戦する英雄の性能が強化されクリアしやすくなっている。
連戦トライアル
ストーリーマップを利用した一定数のマップを次々クリアしていくモード。連戦数によって出撃できる部隊数が異なる。限られた部隊数以内に最終MAPを攻略するとクリアとなる。初回クリア時には既定の報酬が入手できる。スタミナ消費は20～30。
縛鎖の迷宮
スタミナ20を使い5連戦をすべて別のキャラによる5編成（20人）でクリアを目指すモード、MAPと敵キャラクターの配置は完全固定されている。途中1人倒れると即失敗で再度スタミナ20消費と1戦目からのやり直しとなる。クリアすると初回に限りオーブ2個と「第n迷宮の覇者」という聖印（性能は既存のいずれかの聖印と同じ）を入手できる。

#### 修練の塔
「スタミナ」を消費して経験値を稼ぐことができるモード。始まりの階層・第1～第10階層の全11階層ありストーリーをクリアすると選べる階層が増えていく。クリアすると階層に応じて勲章が手に入り、1日1回結晶も手に入る。ストーリーマップと違い地形・敵編成はランダムで変わる仕様だが、画面右上の矢印ボタンを押すごとに何度でも自由に変更できる。

#### スペシャルマップ
「英雄/大英雄」と戦う期間限定モード。スタミナを消費するマップとしないマップがある。（例えば大英雄戦や絆英雄戦はスタミナゼロ、特別訓練はスタミナ必要）
英雄戦「大英雄」と「超英雄」を除いた1人の「英雄」が率いる部隊と戦い、その英雄のレアリティ★1 - 2版が初回報酬となる。日替わりで固定ルーチン化されており1度入手できなくても必ずまた巡ってくる仕様となっていることから、「#召喚」でオーブを消費せずに入手する手段にもなっている。
大英雄戦1人の「大英雄」が率いる部隊と戦い、その大英雄のレアリティ★2 - 4版などが初回報酬となる。特に★4版は他の敵兵がLV.40揃いかつ強スキル装備だったり、「全員生存」以外の勝利条件に「光の加護禁止」が増えていたり、シリーズ初登場の最高難易度アビサルが初採用されていたりなど、達成条件が非常に厳しくなっているのが特徴。不定期ながら再配信（覆刻）も行われている。公式Twitterでは順次ハッシュタグを公開し、攻略動画の投稿を公認している。
絆英雄戦「大英雄」と「超英雄」を除いた2人の「英雄」が率いる部隊と戦い、#オーブ2 - 4個などが初回報酬となる。難易度ほか諸々の条件は大英雄戦とほぼ同等。2人の関係は、原作側のストーリー上や支援会話などで何らかの繋がりがあった者同士の組み合わせになっている。
伝承英雄戦／神階英雄戦伝承英雄／神階英雄召喚イベント中に開催されるモード、ノーマル～アビサルまで難易度があり初回クリア時にオーブやアクセサリーが報酬でもらえる。開催期間終了後も後日召喚イベントのピックアップに選ばれた英雄は伝承英雄戦／神階英雄戦が復刻開催される。
制圧戦自分やフレンドを合わせた20人の英雄を率い大部隊で戦う。一方が全滅しても決着せず、10ターン経過、またはどちらかの本拠地破壊で決着する。マップ・敵は毎週変わり、既定スコア達成で毎週初回のみ報酬がもらえる。
特別訓練SPや経験値を大量入手するチャンスがあるモード。スキルを装備していない敵が大量発生するので倒しやすくなっているが、全ての敵が出る前に全滅させてしまうとクリアとなり即終了してしまう。日替わりでMAP・兵種がルーチン化されて巡っている。

### コロシアム

#### 双界を越えて
2020年6月18日初開催。ボーナス英雄が2作品指定されボーナス英雄の編成と難易度によって獲得スコアが上昇する。戦闘では画面上方に逃亡する盗賊を倒すことでさらに獲得スコアが上昇するが、盗賊の護衛に倒されてしまうと減点されてしまう。シーズンの最高スコアによって次シーズンの双位が決定、報酬がもらえる。

#### フレンドダブル戦
2019年4月27日初開催。シーズンがわりである程度決められた敵軍と戦うモード。ダブル可能な伝承英雄に加えて編成の右端キャラをフレンドの助っ人とダブルを組むことが可能。スタミナは消費しないが、同じフレンドの助っ人は1日1回のみとなっている。難易度は初級、中級、上級があり難易度が高くなるほどスコアが高くなるものの、英雄が倒れると大きく減点されてしまう。シーズン終了時にそのシーズンの最高スコア・順位に応じて報酬がもらえる。

#### 闘技場
世界中のプレイヤーのCPUと対戦するモード。シーズン期間のスコアを競ってランキング上位を目指す。ランキングによってはキャラクターの能力を高める報酬がもらえる。全20階級。
- 対戦する

「対戦権」を1本消費するいわゆる通常モード。現在編成する自分の部隊の強さに応じて「初級」「中級」「上級」の相手が表示され1度戦闘が開始されと「戻る」などで相手を選びなおすことは出来ず、勝敗をつけるか降参するしかない。相手を選ぶ段階で戻った場合、「対戦権」は消費されたままだが連勝はストップしないので例えば階級が低めの相手が出るまでやり直す（対戦権がある限り）事は可能。5連勝すると0勝に戻る。
- 防衛戦

「対戦権」を消費しない完全自動モード。防衛部隊と他のプレイヤーとの対戦を指し、バックグラウンドで自動進行しているため勝利時のみの結果だけが表示される。期間は1シーズンごとで締め切られ、防衛スコアによって「英雄の翼」がもらえる。

#### 縛鎖の闘技場
「対戦権」を消費しない連戦モード。最大7連勝。闘技場スコアとは別扱いで、このモード限定の特殊アイテム（3・5・7連勝時ランダム付与）を入手でき、任意で3個を選んで持ち込み自軍を強化することもできる。その日の最初の参戦だけは経験値などが入手可能だが、2度目以降も連勝時の特殊アイテムは入手可能。このモードの結果では闘技場の階級は上下せず、そのシーズンの最高スコアのランキングの結果に応じて報酬がもらえる。

### イベント

#### 投票大戦
不定期で開催されるモード。テーマごとに選ばれた8人の英雄の中から1人を選び、トーナメント方式で優勝を決める。バトルは3人 vs 3人で行い勝利するとスコア獲得に1時間ごとに1つずつ得られる「投票権」（最大8つ）とミッション報酬などで手に入る限定アイテム「大戦の旗」を使って倍率を上げることができる。陣営と同じ英雄をい使用したり、フレンドが多いと1回に投票する得点が増える。劣勢時には対戦終了までの時間に応じて最大12.0倍の得点ボーナスがつく。1回戦ごとに陣営内ランキングに応じた報酬と勝利した場合は英雄の翼500が手に入る。決勝以外で敗れた場合は勝ち残っている他の英雄につくことができる。

#### かんたんタップバトル
不定期で開催されるモード。画面端から現れる敵が近づいた時タイミング良く画面をタップすると倒すことができるいわば「リズムゲーム」要素のモード。味方キャラクターの強さは関係なくLv1英雄でも全てをクリア可能。モードが「カジュアル」（どのラインでも下部をタップすると倒せる）と「エキスパート」（同ラインをタップする必要がある）に加えて難易度「ノーマル」「ハード」と選択することができる。クリア報酬はすべてのモード・難易度共通であり、クリア後に表示されるプレイ評価も報酬には影響しない。

#### 戦渦の連戦
不定期で開催されるモード。最大7連戦のマップをクリアしていき、一つのマップをクリアしてもHPはそのままの状態で継続し一度倒れた英雄は使用できなくなる。部隊が全滅すると次の部隊で再度挑戦できる（最大4部隊）。全マップをクリアすると成績に応じたスコアを獲得し、スコアごとの報酬が手に入る。イベントごとにボーナスキャラが設定され、ボーナスキャラが参戦した場合能力が強化されるほか獲得スコアに40%ボーナスがつく。

#### 想いを集めて
2018年7月23日初開催のいわゆる周回イベント。新英雄実装時に開催されることがあり、このモードのバトルで敵を倒すと宝箱からハート型の「想い」を入手することが出来る。対象の新英雄を所持している必要はなく、出撃する英雄にも制限はない。バトルには初級・中級・上級とあり上位ほど入手「想い」が多くなる。「想い」の最大量は「3500」（復刻開催は「1750」）でいずれかの英雄の「想い」がカンストすると以降その英雄の「想い」は出現しなくなり他の英雄の「想い」に振替えられる。使用スタミナはどの難易度でも10で統一されている。

#### 大制圧戦
不定期で開催されるモード。全3回戦ありプレイヤーは毎回戦ごとに3陣営どこかの陣営に自動配属（選択はできない）となり領土の拡大を目指す。戦闘方式は通常の制圧戦とほぼ同様だが敵ユニットは他陣営のプレイヤーの編成を元に挑戦難易度で調整される。4時間ごとにスコアの高い陣営が領土を支配できるが、一定スコア以上差がつくと「ノックダウン」となり4時間待たずして陣営が支配されることもある。獲得スコアに応じてこのモード専用の「大制圧戦階級」による報酬と1回戦終了ごとに陣営内順位と支配領土数に応じた報酬が手に入る。

#### 巨影討滅戦
不定期で開催されるモード。既存キャラが巨大な影として出現し4人の英雄でダメージを蓄積していく戦闘。ただしプレイヤーのダメージのみでは絶対に倒すことはできず（必ずHP1残る）戦闘終了後の同盟軍の加勢でHPが0になれば倒すことが出来る（援軍の威力は時間で上昇）。倒した場合すぐに既定の別の巨影が出現し倒すごとに巨影のステータスが上昇していく。難易度によってプレイヤーが与える最大スコアの上限が変わる。巨影を倒した時、またプレイヤーが与えたダメージによってスコア報酬と順位報酬が手に入る。

#### おでかけヒーローズ
2019年8月13日初開催のいわゆる放置系ゲーム要素を取り入れたモード。英雄2人1組を異界各地に派遣し、「ヒーローズ・サーガ」の完成を目指す。派遣中は「キャンセル」以外プレイヤーが介入する要素はない。指定時間の探索が終了すると派遣中に見つけたものや累積時間報酬などが入手できる。各地の達成度が最大になると「最終節」が解放されこの作戦のみ4人1組で異界4人との戦闘が自動で行われる。異界4人の詳細は最初はヒント程度しかないがダメージが蓄積されると正体が明らかになり良相性の英雄を派遣することで作戦を優位に進めることが可能。最終節をクリアするとヒーローズ・サーガが完成する。

#### 偶像の天楼
2019年10月10日初開催のモード。指定された英雄を模した「偶像」で階層をクリアしていく。「偶像」なので兵舎にいる英雄の性能とは無関係であり、他のモードで使用することも出来ない。挑戦するマップで最初に敵を倒した「偶像」はランダムで1つずつ選ばれた武器・補助・奥義・A・B・C・聖印から選択して習得、もしくは限界突破+1で強化することが可能になる。武器・補助・奥義・A・B・C・聖印が既に何か習得している場合は上書きとなる。なおこのモードのみ「偶像」のレベルが非常に上がりやすく設定されている。また階層をクリアするのに全員生存している必要もない。

### 召喚
英雄召喚とも。本作におけるいわゆるガチャ/ランダム型アイテム提供方式要素で、アイテムの「#オーブ」を消費することで#歴代キャラクターのレアリティ★3以上ユニットを入手＝召喚することができる。厳選された常設種や期間限定種のみで構成された2～12名の出現率が増えるピックアップと称する期間限定イベントから1つを選び、ランダムで5つ表示される赤色/青色/緑色/無色の召喚石から任意のキャラクターの属性の色を選んで召喚する。
オーブの消費量はイベント1つにつき初回に限って0個＝無料で召喚でき、それ以降は1回ごとに5個のオーブが必要となる。召喚チケットを所有している場合は最初の召喚オーブ5個分を代替として自動使用される。5つの召喚石を連続で召喚する場合2人目（2つ目の召喚石）からはオーブ4個で可能になり、5人目（5つ目の召喚石）にはオーブ3個にまで減るというお得な仕組みも用意されているが、逆に欲しい属性の召喚石が出現していない場合にオーブを消費しないでキャンセルすることは出来ない仕様のため、召喚石をリセットするには必ず最低1人（オーブ5個もしくは無料召喚分・召喚チケット）は召喚しなければならない制限もある。
2020年4月の新英雄召喚から40回紹介すると、★5ピックアップ英雄が1人無料で召喚できる実質的に天井となる機能が実装された。初回40回時のみの機能だったが、新英雄イベント「もうひとつの夜明け」ではさらに80回目、120回目、160回目にも1人無料で召喚できるようになった。ただし天井で召喚した英雄を次回以降の天井で再度召喚することはできない。また新英雄召喚以外にも復刻召喚などで天井が設けられる召喚イベントが開催される。
なお期間限定開催の大英雄戦や#戦渦の連戦での報酬でしか仲間にできないユニットや、先述のピックアップでしか排出されない超英雄に該当するユニットは、当然ながら常設種に含まれていないため召喚されない。

### オーブ
本作におけるアイテム課金要素で、各種のアンロッカブル項目の解放や、「#召喚」で必須となるアイテム。ストーリーやミッションをクリアしたり、闘技場で階級を上げたり、ログインボーナスで配布されたり、ニンテンドーアカウントと連携したり、有料オーブを購入するなどの方法で入手できる。

### ショップ
「オーブ」を購入することが出来る。3個セットから販売され、個数が多いセットを買うとオーブのおまけが付いてきて割安となる。また年末年始などにさらに割安なオーブ販売をすることがある。

### その他
英雄図鑑自分がそれまで仲間にした英雄の詳細を閲覧できる機能。英雄のイラストや解説、召喚演出や★5のユニットがLV.40に達したときの特別な台詞、ミニキャラの戦闘アクションなどを観賞できる。まだ仲間になっておらず敵としてのみ遭遇した英雄は黒いシルエットで表示される。

## ストーリー
王族が“異界の扉”を開く力を持つアスク王国と、閉じる力を持つエンブラ帝国とは2つで1組のような関係であったが、エンブラ帝国で皇帝が代替わりしてから、“異界の扉”を閉じなくなると共に、異界から召喚した英雄たちを用いて他国への侵攻を始めた。
アスク王国では、特務機関「ヴァイス・ブレイヴ」が国軍とは別働でエンブラ帝国に対応していたが、ある時に召喚した主人公・エクラは神器「ブレイザブリク」を用いて異界の英雄を召喚できるという異能を持っていた。

### 第1部
特務機関「ヴァイス・ブレイヴ」は、エンブラ帝国・ヴェロニカ皇女による侵攻を食い止めつつ、行方不明の特務機関の一員・ザカリアの捜索を行う。
ヴェロニカの兄であるブルーノ皇子は、たびたび一行の前に立ちふさがるが、その一方で一行を手助けするという謎の行動を取っていた。実はブルーノこそがザカリア本人であったのだが、エンブラの皇族には「エンブラの血の呪い」があり、ときおりアスク王族への殺戮衝動に駆られるのであった。

### 第2部
アスク王国へ攻め込んできた炎の王国ムスペルの王・スルトは無敵の力を持っていた。
スルトに滅ぼされた氷の王国ニフルの第二王女・フィヨルムが特務機関「ヴァイス・ブレイヴ」と協力してスルトの力を無効化する「氷の秘儀」を行ったことで、攻撃が通るようになり、スルトを倒すことに成功するが、スルトは不死性によって蘇ってくる。その不死性は生贄によるものであった。特務機関「ヴァイス・ブレイヴ」は、生贄に選ばれたヴェロニカ皇女やニフルの第三王女・ユルグを救い出し、今度こそスルトの撃破に成功する。

### 第3部
アスク王国に攻め込んできたのは死の王国ヘル。
女王ヘルによって、アルフォンス王子は死の呪いを受けるが、グスタフ国王が代わって死ぬことでアルフォンスは呪いを免れた。
特務機関「ヴァイス・ブレイヴ」は死の王国ヘルへ攻め込み、再びアルフォンスが女王ヘルから呪いを受けるが、呪いの条件からアルフォンスは女王ヘルを倒す手段があることを看破する。女王ヘルを倒す手段を求めてたどり着いたのは、人々が滅んだもう一つの（異界の）アスク王国、エンブラ帝国であった。その世界のアルフォンスは女王ヘルを倒す手段として「心臓」の儀式を行ったが、「心臓」は鼓動1つごとに国民を含めて命を奪う呪いも併せ持っていて、それでもアルフォンスは女王ヘルに敗れていた。女王ヘルから「もう一つの（主人公たちの）アスク王国の命を全て亡ぼせば、対価として（異界の）アスク王国を蘇らせる」との取り引きを受け、リーヴと名を変えたアルフォンス、スラシルと名を変えたヴェロニカ（どちらも主人公側からは数年ぶん成長している）が特務機関「ヴァイス・ブレイヴ」に立ちふさがる。リーヴが持っていた「心臓」はリーヴの世界の神器「ブレイザブリク」であった。これを手に入れた一行は、女王ヘルを打ち倒す。

### 第4部
アスク王国のある村で村人たちが眠りに落ちるという異変が起きる。その異変の調査・対処のために特務機関「ヴァイス・ブレイヴ」が赴くが、特務機関「ヴァイス・ブレイヴ」一行もまた眠りに落ちてしまう。
夢の国アルフのピアニーの協力を経て、悪夢の国スヴァルトアルフの妖精たちの妨害を受けつつ現実に戻ってきたかと思えたが、そこもまた夢の中。夢か現か、現か夢か。
悪夢の国スヴァルトアルフの女王・フレイヤは、兄であり夢の国アルフの王であるフロージを愛するがあまり、フロージの力を取り入れ、無限の力を手にする。フレイヤへの対策としてフロージ自らが特務機関一行に討たれることを望み、一行はフレイヤをも撃退する。その過程で、フロージ以外への愛を知らなかったたフレイヤはスカビオサとプルメリアからフレイヤに向けられる無償の愛に気づくと、残された力でスカビオサとプルメリアをよみがえらせ、自身は目覚めぬ眠りへと就いた。

### 第5部
アスク王国へ攻め込んできたのは、魔法科学を発展させた小人たちの国・ニザヴェリル王国。先鋒のレギンは特務機関「ヴァイス・ブレイヴ」に敗れると暴走する義兄であり国王・ファフニールを停めるよう依頼。
ファフニールに対抗するためニザヴェリルの「賢者の森」に住むエイトリを訪ね、続いて対抗手段である魔剣『グラム』を入手するために巨人たちの国・ヨトゥン王国へ。しかし、ヨトゥン王国の王女・ノートは異常に惚れっぽく、オッテルから結婚を条件に主人公をとらえて、グラムともどもオッテルに渡してしまう。一行はオッテルを追うが、行き先はエイトリのもとだった。
エイトリは、ニザヴェリルの建国王に仕えていた人物であり、若くした死んだ建国王に代わってニザヴェリル王国を守るため、肉体を替えて魂を継ぎ、数千年を生きてきていた。アスク王国の英雄召喚の術を将来の脅威と感じ、魔法科学で英雄召喚の仕組みを作り上げたものの、召喚された英雄は精神を失くしていた。そんな中で精神は残ったものの記憶を失ったのがファフニールであった。王家へのクーデーター後にニザヴェリル王国を再統一し王座に就いたファフニールであったが、王が戴く「小人の王冠」はエイトリが建国王の血筋のみに作用し、他者が用いた場合は呪いともいえるものがかかる仕掛けであった。
オッテルはそれでもなおファフニールのみを敬愛しており、異形となりニザヴェリル王国に害をなすファフニールに満足げに殺害される。エイトリを追う途中でレギンをかばうダグをさらにかばう形でノートは命を落とす。建国王の血筋であったことが判明したレギンは自身の責務を覚り、ファフニールとエイトリとをグラムで討つのだった。
エイトリは、自身の望みである健国王の血筋がニザヴェリル王国を治めることになった結末に満足しつつ、エイトリ自身の行いと異界から英雄を召喚する‐その英雄が死のうとも再度召喚を繰り返す主人公の行いとに何の差があるのかと問いかけ、舞台から姿を消した。

### 第6部
エンブラ帝国を築いた神竜・エンブラから眷属・エルムが遣わされ、それに対抗するためにアスク王国を築いた神竜・アスクから眷属・アシュが遣わされてくる。
エルムの策謀に乗った第九位継承者である皇族・レティシアは帝国の有力貴族を巻き込んでヴェロニカ皇女に叛逆の濡れ衣を着せるため数多くの虚言を流布した。ついにはヴェロニカが捕らえられ、処刑が執行されようとする。しかしレティシアが工作を多発し過ぎたことから能力の低い工作員を使用したことで、その工作員の1人がブルーノに捕らえられ工作を行った旨を自白したため、世論は逆転し、ヴェロニカの処刑も回避される。
ヴェロニカ自身は帝位に興味がなく、レティシアが帝位を継いでも良い（なんなら自身が処刑されてもかまわない）というスタンスだったが、ヴェロニカが帝国臣民を「愚民」と罵ったことで考えを改め、レティシアを打ち破る。
しかし、エンブラ自身が降臨し、アスク王国は闇に閉ざされ危機に陥った。そこへアスクが降臨しエンブラに対抗するための手段を教え、一行は「世界樹ユグドラシルの鍵」の入手に成功する。だが、エンブラの闇の中に降臨することはアスクにとっても生命を削る行為であって、アスクは生命を落とす。
エンブラをブルーノに憑依させ、「世界樹ユグドラシルの鍵」を用いることで憑依を解いた後にエンブラを倒す計画であったが、鍵の存在に気付いていたエンブラはいち早くブルーノから離れ、ブルーノは死を迎える。
対抗手段は失われたかと思われ、エンブラはヴェロニカに憑依するが、一行は「世界樹ユグドラシルの鍵」を用い、エンブラの憑依を解いた。全ては用心深いエンブラを計略にひっかけるため、ブルーノは自らの命を賭したのであった。エンブラは倒された。
ヴェロニカの「エンブラの血の呪い」も解け、ヴェロニカはアスク王国との交流を望んだ。
後日開かれたヴェロニカとシャロンとのお茶会のテーブルにはそれぞれが作ってきたアスクとエンブラのぬいぐるみが仲良く手をつないで鎮座していた。

### 第7部
エクラは、「黄金の魔女グルヴェイグによってアスク王国が滅ぶ」未来を見た。それは光の女神セイズが神託として見せたものであった。特務機関「ヴァイス・ブレイヴ」はセイズに導かれて光の国「ヴァナ」へと向かう。
特務が光の国「ヴァナ」の王ニョルズへの謁見したところ、セイズの妹であるヘイズが襲われていると聞き、一行はヘイズを助けに向かう。助けることには成功したがヘイズには黄金の魔女の呪いがかけられており、その命は長くは無かった。ニョルズは未来では強大なグルヴェイグも元々は非力な存在であり、現在のグルヴェイグを見つけ出して倒せばよいと語る。その為の力を授けたいが、それに必要な神器の「櫂」を妹のネルトゥスに神器を盗まれてしまったから取り返して欲しいとのこと。一行はネルトゥスの下へと赴く。
ネルトゥスはなぜか一行と面識があるような口ぶりで、特にシャロンのこと気に掛けている。ネルトゥスから「可愛い動物のまねをすること」という謎なヒントと共に「櫂」を返してもらった一行は、ニョルズのもとに戻り、セイズは力を授かった。
セイズは「現在」の時間におけるありとあらゆる場所を探すが「現在」のグルヴェイグは見つからない。「未来」にグルヴェイグが存在しているのだから、理論上は「現在」にもグルヴェイグが存在しているはずなのだが。そうこうしている内に「未来」のグルヴェイグ本人が一行に襲い掛かってくる。セイズは自身と一行を「過去」の時間に逃がした。
他のみなより過去に飛ばされたエクラは負傷していたところをヴァナの女神・クワシルに救われ、治療を受ける。クワシルはあと100日もすれば一行が現れると治療に専念することを進言し、エクラも従う。ある日クワシルは神器・ブレイザブリクを拾ってくるが、ブレイザブリクは二つあった。そのうちの1つ光り輝いているブレイザブリクをエクラは返してもらう。クワシルと出会ってから100日後、セイズたちが現れ、エクラと再会する。そこでクワシルは自分が後のグルヴェイグであることを明かして逃亡する。
クワシルを追う特務の前に「過去」のネルトゥスが現れる。一行はネルトゥスに事情を話すが、ネルトゥスは一行とは初対面。「現在」のネルトゥスからのヒントをもとにシャロンがお願いすると、その可愛さをネルトゥスがいたく気に入り、一行に協力することに。その頃、クワシルは「過去」のニョルズに自身の正体を告げていた。
「未来」のグルヴェイグが現れ、一行を「現在」へと戻した。
「現在」ではヘイズが呪いのために暴れており、手の施しようがない状態。ニョルズはヘイズを苦しみから救うために殺害することを提言し、セイズは自らの手でヘイズを殺める。そして、ヘイズの呪い「黄金の蛇」がセイズに受け継がれてしまった。今こそ、セイズが「未来」のグルヴェイグとなる契機が生まれたのである。ニョルズは自らが老い、衰えているのに、虫ケラのように矮小で弱い人間が繁栄するのが許せなかったのだ。そして力を取り戻すために「過去」のクワシル、「未来」のグルヴェイグと取り引きを行ったのだった。
だが、「未来」のグルヴェイグはあっさりとニョルズを殺害し、姿を消した。そこへ「現在」のネルトゥスが現れ、時の循環を永遠に繰り返す「黄金の蛇」の呪い、すなわち過去のクワシル、現在のセイズ、未来のグルヴェイグ、再び過去のクワシルへと円環し力を蓄えた「黄金の蛇」への対処策を授ける。時の円環で無限に力を蓄えた「黄金の蛇」を倒すには、同じく時の円環で無限に力を蓄えた神器・ブレイザブリクを使えば良い、と。
エクラはセイズの中の「黄金の蛇」を神器・ブレイザブリクで倒す。そのとき、「過去」のクワシルと「未来」のグルヴェイグが「現在」に呼び出され、一行は両者を倒す。
倒されたはずだった「過去」のクワシルと「未来」のグルヴェイグはなぜか存在している。そこへ「現在」のセイズが現れ、クワシルとグルヴェイグは精神だけの存在であり、ここは「現在」のセイズの精神の中であると告げる。「黄金の魔女」は滅んだが、過去、現在、未来の心は「現在」の「ひとつの体」の中で生き続ける事になった。

### 第8部
アルフォンスが暗殺者に襲われる。その暗殺者は、九つの世界をつなぐ世界樹の国ユグドラシルから来たラタトスクだった。父・レーラズに命じられた暗殺にそもそも乗り気がなく、レーラズが姉たちに「暗殺に成功したら自害せよ」と命じていたのを聞いたラタトスクは姉たちを救うためにも暗殺阻止を特務機関「ヴァイス・ブレイヴ」に依頼し協力する。
姉たちの暗殺の標的はエンブラ帝国皇帝だった。おりしもアスク王国とエンブラ帝国の間での和平条約が締結されようとしている時期であり、特務機関は暗殺阻止に尽力する。
そして条約締結の日。ヘンリエッテとヴェロニカとで条約に署名が行われたが、そこへレーラズが姿を現す。世界樹の国ユグドラシルからは九つの世界のどこへでも現れることができるのであった。そして、レーラズは心を操れる能力があり、ヘンリエッテの心を操って自害させようとする。これを阻止するため、一行は世界樹の国ユグドラシルへ。本来ならば、レーラズに招かれなければ世界樹の国ユグドラシルへは入れないはずだったのだが、レーラズは一行を招き入れた。
レーラズたちは従来は「癒し手」と呼ばれ、九つの世界で病んだ人のもとへ赴き、これを癒すことを任としていた。ある世界の王をレーラズが癒した際に、その王は不老不死を欲した。そしてレーラズの子供たちを人質にして脅したのだった。しかし、レーラズと言えども不老不死にする力はなく、子供たちは殺されてまった。心が壊れたレーラズは「葬り手」となり、暗殺を行うようになる。今回の一件もアスク王国とエンブラ帝国の間が友好になることを望まぬある者に依頼されてのことであった。
ラタトスクたちは、レーラズの実の子供ではなく、元の子に似た重い病になっていた者、精神を病んだ者の心を‐幼いころの記憶も含めて改ざんしたのであった。そして、レーラズ自身も自らの心を操作していた。
一行は、レーラズを打ち倒し、開放する。

## 設定
舞台はアスク王国とエンブラ帝国が相反する“至天の世界”。その両国や本作オリジナルキャラクターが持つ神器などのように北欧神話に由来する名称が多い。
アスク王国 (Askr kingdom)
エンブラ帝国の対となる“異界の扉”を開く力を持つ国家。
ヴァイス・ブレイヴ (Order of heroes)
アスク王国の組織する対エンブラ特務機関。単に「特務機関」と呼ばれることも多い。衣装は準お揃いで、白色を基調とし金色の装飾やラインが施されているのが特徴。劇中ではホーム画面（エリートの城）が施設 という体。
エンブラ帝国 (Emblian empire)
アスク王国の対となる“異界の扉”を閉じる力を持つ国家。
英雄 (Hero)
「異界」から召喚された他のファイアーエムブレムシリーズに登場するキャラクターの総称。英雄には自由意志はあるものの召喚師の命令だけには逆らえないため、話し合いが通じない召喚師から英雄を解放するには戦って勝つしかない。
宣伝文句として大英雄戦の報酬ユニットは「大英雄 (Grand hero)」、ピックアップ限定ユニットは「超英雄 (Special hero)」とも区別され、前者は一部を除きおおむね原作側で敵将だったキャラ、後者は原作側には無い本作オリジナル衣装（兵種）の描き下ろしキャラとなっている。
異界 (Alien World)
他のファイアーエムブレムシリーズに登場する世界の総称。各異界は“異界の扉”によって隔てられ、エンブラ帝国とアスク王国が別々で開閉する力を持つ。

## キャラクター
本作では初出となる#オリジナルキャラクターと、これまでのシリーズ作品で既出の#歴代キャラクターが登場する。項目ごとの注記は以下の通り。本作以外での外部出演については『略称』を付記する。
- 名前：本作では称号[19] との組み合わせで差別化されているため劇中のユニット情報（ステータス画面）での表記に倣い、英雄総選挙などでのwikt:表記揺れは除外する（ルフレ男/女、仮面マルス、カムイ男/女など）。また#配信対象国によって改名されているキャラもいるため日本国内外版を併記する[注 6]。
- 声：原作側では無声だったキャラの場合は大乱闘スマッシュブラザーズシリーズやドラマCD、『幻影異聞録♯FE』で配役済みの場合は一部そこから、それ以外は本作独自でフルボイス化が図られている。また配信対象国によって別人が担当しているため日本国内外版を併記する。
- イラスト：おおむね原作側とは異なる（かぶらない）者が担当しているが、『烈火の剣』のデザイナーが『覚醒』からの参戦キャラを担当している、というようなシリーズの垣根を越えたコラボレーション例もある。また下級と上級クラス/父と子などの要素を意図的に融合させるアレンジがされている例もある[36][37]。
- 属性：得物については原作側では完全に固定化されてはいないキャラ[注 7] だとしても、本作での解釈（選択）で1キャラ1種類となっている。
- 移動：原作側ではクラスチェンジで変わるキャラもいるが、本作では固定されている[注 8]。
- 備考：「英雄戦」とは常設種として含まれている#召喚以外に英雄戦からも入手できる意。「大英雄/超英雄」とは大英雄戦と常設種に含まれない期間限定の#召喚からしか入手できない意[注 9]。「戦渦の連戦」とは#戦渦の連戦からしか入手できない意。「敵のみ」とは仲間にできない意。

### オリジナルキャラクター
アンナはシリーズ恒例だが、主要人物かつ新規デザインのため歴代キャラクター項ではなく本項で解説する。アルフォンスら主要3名はデフォルト所持のユニットで#闘技場で毎回1名がボーナスキャラに含まれるなどの利点があるが、能力に得意と苦手の個性 が無い・特別強化の「限界突破」が不可能などの欠点もある。日本国外版名も記載する。

#### アスク王国
召喚師 / エクラ (Eclat / Kiran)
称号 - 異界の大英雄 / イラスト - コザキユースケ
本作の主人公。原則的にキャラクターとしての発言や主張をしない、「一人称視点の存在」としての出演。ヴァイス・ブレイヴのアンナがいにしえの伝承に従って行った儀式によって現れた召喚師。フード付きローブに身を包んでおり、顔は隠れていて分からない。右手で構える拳銃のような神器「ブレイザブリク」を撃ち放って異界の「英雄」を召喚できる力を持つ。
どの異界から召喚されたのかを尋ねられたさいは、FEシリーズ関連では『幻影異聞録♯FE』のみが該当する現代世界を匂わせる記憶があると答えている。
アルフォンス (Alfons / Alfonse)
称号 - アスク王国の王子 / 声 - 鈴木達央、レイ・チェイス / イラスト - コザキユースケ
アスク王国の王子でヴァイス・ブレイヴの一員。シャロンの兄。一人称は「僕」。正義感は強いが物腰の落ち着いた理知的な人物で、古代文字の解読などもできる。バフ効果を有する専用武器である剣の神器「フォルクヴァング」の持ち主。
シャロン (Sharon / Sharena)
称号 - アスク王国の王女 / 声 - 内田真礼、ジュリー・マッダレーナ / イラスト - コザキユースケ
アスク王国の王女でヴァイス・ブレイヴの一員。アルフォンスの妹。英雄たちとすぐ打ち解けられる人当たりの良さが長所で、英雄友達略して「英友」を1,000人作るのが目標。一人称は「わたし」。デバフ効果を有する専用武器である槍の神器「フェンサリル」の持ち主。
アンナ (Anna)
称号 - 特務機関の隊長 / 声 - 世戸さおり、カレン・ストラスマン / イラスト - コザキユースケ
ヴァイス・ブレイヴの一員でアルフォンスたちの上官。経験豊富で頼れる女性。歴代のアンナと同様金銭への執着が強く、機関の資金稼ぎのためアルフォンスたちを巻き込むことがある。一人称は「私（わたし）」。特殊移動を有する専用武器である斧の神器「ノーアトゥーン」の持ち主。
グスタフ (Gustav)
称号 - 暴殺の騎士・死せる王 / 声 - 中田譲治、エドワード・ボスコ / イラスト - コザキユースケ
アスク王国の国王。アルフォンスとシャロンの父親。厳格な性格で息子のアルフォンスにも厳しい。
第3部より登場。ヘルの呪いで死亡しヘルの兵士として復活する。
ヘンリエッテ (Henriette)
声 - 能登麻美子、Mona Marshall / イラスト - コザキユースケ
アスク王国の王妃。アルフォンスとシャロンの母親。慈愛溢れる穏やかな性格。
フェー (Feh)
声 - 木村珠莉、不明 / イラスト - 非公開
ゲーム上ではログインボーナスなどの通知係という体で、ヴァイス・ブレイヴにて伝書鳩の役割を務めている白いミミズク。公式Twitterのマスコット・広告塔的キャラクターでもあり、それら作中外では人語を喋るなど擬人化の演出がされており、一人称は「私（わたくし）」で、鳥類を連想する語句を「一石二梟（一石二鳥）」や「チキンと（きちんと）」など言い換える癖がある。
アスク (Askr)
称号 - 開神 / 声 - 黒田崇矢 / イラスト - コザキユースケ
アスク王国を築いたとされる神竜。かなり陽気で博愛的な性格の持ち主。エンブラとは敵対関係にあるものの、彼女の血族のブルーノを特に敵視せずフレンドリーに接している。
人間態は黒い牛の角と耳を生やした男性、真の姿は巨大な雄牛。
アシュ (Ash)
称号 - アスクの眷属 / 声 - 下地紫野 / イラスト - コザキユースケ
神竜アスクの眷属。真面目な性格で、使命感が強いが言動がいちいち回りくどい。エンブラとエルムの動向を察知したアスクによりミズガルズに送り込まれる。人間態は長い銀髪に小さな牛の角と白い牛の耳を生やした色黒の女性の姿でカウベルを持っているが、真の姿は巨大な神牛。
メリアエ
称号 - 漂泊の戦士 / 声 - 下地紫野 / イラスト - ekao
異界のアシュ。アスクを探して異界を渡り歩いている。アシュと異なり、言動は荒っぽい。人間態では右の牛の角が折れており、巨大な神牛の姿になっても同じ。
メリアエは識別のために自分で付けた名前。

#### エンブラ帝国
ヴェロニカ (Veronica)
称号 - エンブラ帝国皇女 / 声 - 日高里菜、ウェンディー・リー / イラスト - コザキユースケ
エンブラ帝国の皇女。異界の英雄を率いアスク王国への侵略を目論んでいる。一人称は「あたし」で、幼い口調をしている。自らに流れるエンブラの血の呪いでアスクを滅ぼさんという衝動に時折侵されているため、アスク王国に対して友好的に接することができずにいる。バージョン2.0.0以前までのアイコンに採用されていた。専用武器はデバフ効果を有する魔法「エリヴァーガル」。通常版は敵のみの登場。
『ファイアーエムブレム エンゲージ』ではDLCで紋章士として登場。
ブルーノ (Bruno) / ザカリア (Zachariah / Zacharias)
称号 - 謎の仮面騎士 / 声 - 三木眞一郎、タリエシン・ジャフェ / イラスト - コザキユースケ
ドミノマスク状の仮面で素顔を隠しヴェロニカと行動を共にしている男で、その正体はエンブラ帝国の皇子「ブルーノ」。皇族の間では母と共に蔑まれ遠ざけられ、母はアスクへの内通という無実の罪を着せられ獄中で死亡。自身も辺境に追放され、その頃から身分を偽って「ザカリア」と名乗り、祖国を滅ぼすためにヴァイス・ブレイヴの一員となった。しかし自らに流れるエンブラの血の呪いによってアスクを滅ぼさんとする衝動に時折侵されてしまうため、アルフォンスたちを害することを危惧し姿を消していた。一人称は「私」。ユニット名は「？？？」。専用武器は先制攻撃を有する魔法「ヴラスキャルヴ」。敵のみの登場。
第1部最終盤において真実が明らかになりアルフォンスたちと和解するが、血の呪いへの対策は見つかっていないため、以後はヴァイス・ブレイヴに協力的でありながらも独立して行動している。
レティシア (Letizia)
称号 - 【呪詛部隊】の長 / 声 - M・A・O / イラスト - コザキユースケ
エンブラ帝国の皇族。現在は辺境で【呪詛部隊】と称される特務部隊を率いる将軍。かつてはヴェロニカとは姉妹同然の間柄だった。ヴェロニカの父である当時の皇帝によって実家を取り潰されたことからヴェロニカを恨んでいる。
エンブラ (Embra)
称号 - 閉神 / 声 - 丹下桜 / イラスト - コザキユースケ
エンブラ帝国を築いたとされる神竜。非常に陰湿かつ嫉妬深い性格で、「でふふ」という独特な笑い方をする。アスクに恨みを抱き、彼と敵対する。自らの血族（エンブラ帝国皇室など）に憑りついて操る能力を持つことから「憑竜（ひょうりゅう）」とも呼ばれる。
人間態はガリガリに痩せ細った体躯に青白い肌と銀髪を持つ隻眼の女性だが、真の姿は黒いコウモリ。
エルム (Elm)
称号 - エンブラの眷属 / 声 - 入野自由 / イラスト - コザキユースケ
神竜エンブラの眷属。エンブラによってミズガルズに遣わされた。酷薄な性格で棘のある言葉遣いが特徴。通常時は中性的な外見の男性で音叉を持っている。真の姿は赤いコウモリ。

#### 氷の王国ニフル
フィヨルム (Fjorm)
称号 - 氷の姫 / 声 - 高橋李依、ヘザー・ワトソン / イラスト - 前嶋重機
第2部より登場。氷の王国ニフルの第二王女。心優しい性格だが仇敵スルトには強い復讐心を抱いている。バージョン2.0.0から2.11.0までのアイコンに採用されていた。専用武器は敵から攻撃された際、距離に関係なく反撃ができる槍「レイプト」。
スリーズ (Slidr / Gunnthra)
称号 - 夢の中の微笑み / 声 - 茅野愛衣、キャリー・ケラネン / イラスト - 前嶋重機
第2部より登場。氷の王国ニフルの第一王女。おっとりした母性あふれる性格。ニフル国内で身を隠しているが、エクラの夢に現れ、スルトに対抗する術を与えるべく一行を導く。
ユルグ (Ylgr)
称号 - 柔らかな新雪 / 声 - 大空直美、ミーガン・リー / イラスト - 前嶋重機
第2部より登場。氷の王国ニフルの第三王女。まだ幼い少女で、ムスペルに捕まっていたが自力で脱出し、フィヨルムたちと合流する。
フリーズ (Hríd)
称号 - 氷刃の王子 / 声 - 松岡禎丞、マーク・P・ウィッテン / イラスト - 前嶋重機
第2部より登場。氷の王国ニフルの第一王子。単身ムスペル軍と戦っていたところに駆けつけたフィヨルムたちと合流する。冷静な性格。
ニフル (Nifl)
称号 - 氷神 / 声 - 高橋李依 / イラスト - ヤスダスズヒト
ニフル王国にゆかりの深い氷の神竜。冷静沈着な性格であまり感情を表に出さない。氷の儀を行ったフィヨルムに力を授けた。

#### 炎の王国ムスペル
スルト (Surtr)
称号 - 炎の王 / 声 - 玄田哲章 / イラスト - 前嶋重機
第2部より登場。炎の王国ムスペルの王。炎竜の血を引く。苛烈にして残虐な性格で征服欲が強く、ニフルを滅ぼしエンブラと一時的に手を組みアスクにも侵攻する。不死不滅の力をその身に宿しており、あらゆる攻撃で一切の傷を負わない。
レーギャルン (Laegjarn)
称号 - 炎剣の鞘 / 声 - 田村ゆかり、アリシア・ストラトン / イラスト - 前嶋重機
第2部より登場。炎の王国ムスペルの第一王女。レーヴァテインの姉。
レーヴァテイン (Laevatein)
称号 - 炎剣 / 声 - 釘宮理恵、サラ・アン・ウィリアムズ / イラスト - 前嶋重機
第2部より登場。炎の王国ムスペルの第二王女。感情に乏しく、常に父や姉に付き従い、自らを剣と称する。
ヘルビンディ (Helbindi)
称号 - 地獄の底の / 声 - 中井和哉、レイモンド・K・エッセル / イラスト - 前嶋重機
第2部より登場。炎の王国ムスペルの将。最下層の貧民層の生まれで、自らの武勇で成り上がりを望む粗暴な性格。
ムスペル (Muspell)
称号 - 炎神 / 声 - 玄田哲章 / イラスト - ヤスダスズヒト
ムスペル王国にゆかりの深い炎の神竜。全身に炎を纏っており、関西弁の荒々しい口調が特徴。外見通り荒々しい性格。炎の儀を行ったスルトに力を授けた。

#### 死の王国ヘル
エイル (Eir)
称号 - 優しき死神 / 声 - 雨宮天、ザンザ・ハイン / イラスト - コザキユースケ
第3部より登場。死の王国ヘルの王女。母である女王ヘルの無慈悲な振る舞いに胸を痛めている。バージョン3.0.0から3.11.0までのアイコンに採用されていた。
実際にはヘルの娘ではなく、ヘルが滅ぼした王族の娘。本来は「生の国ユーミル」の出身。
ヘル (Hel)
称号 - 死の王 / 声 - 小山茉美、バーバラ・グッドソン / イラスト - コザキユースケ
第3部より登場。死の王国ヘルの女王。人の死によって己の力を高める。全ての生者を死者にすることが望み。
リーヴ (Lif)
称号 - 撃殺の剣士 / 声 - 前野智昭、エドワード・ボスコ / イラスト - コザキユースケ
第3部より登場。死の王国ヘルの将。アスク王国の初代国王。神竜アスクと契約を交わし、異界への扉を開く力を得た真の王。その正体は異界のアルフォンスでありヘルとの契約により今のアスク王国を滅ぼし、異界のアスク王国を救おうとする。
スラシル (Thrasir)
称号 - 塵殺の魔女 / 声 - 小倉唯、リジー・フリーマン / イラスト - コザキユースケ
第3部より登場。死の王国ヘルの将。エンブラ帝国の祖である初代皇帝。一国を滅ぼすほどの魔力を持っていたという魔女。しかし、その正体はリーヴと同様本人ではなく異界のヴェロニカであった。
ガングレト (Ganglöt)
称号 - 新たな死神 / 声  - 大地葉 / イラスト - 麻谷知世
かつてヘルに仕えていた下女。

#### 夢の国アルフ
フロージ (Freyr)
称号 - 夢の王 / 声 - 古谷徹、Jason Marnocha / イラスト - 四々九
第4部より登場。夢の国アルフの王。夢を司る神で、人々の安らぎを望んでいる。神としての真の姿は巨大な羊。
ピアニー (Peony)
称号 - 幸夢の / 声 - 和氣あず未、Ryan Bartley / イラスト - 四々九
第4部より登場。夢の国アルフの妖精。人に幸せな夢を見せることができる。純真で前向きな性格。子供と遊ぶことが大好き。バージョン4.0.0から4.11.0までのアイコンに採用されていた。
ルピナス (Mirabilis)
称号 - 白夢の / 声 - 久野美咲、Heather Halley / イラスト - 四々九
第4部より登場。夢の国アルフの妖精。人に白昼夢を見せることができる。昼でも夜でも眠ることが好きで、いつも寝ぼけている。

#### 悪夢の国スヴァルトアルフ
フレイヤ (Freyja)
称号 - 悪夢の女王 / 声 - 林原めぐみ、Stephanie Southerland / イラスト - 四々九
第4部より登場。悪夢の国スヴァルトアルフの女王で、天上の神のひとり。フロージの妹で、兄に対し異常な愛情を抱いている。神としての真の姿は兄と同じく巨大な羊。
スカビオサ (Triandra)
称号 - 悪夢の / 声 - 井口裕香、Lexi Klein / イラスト - 四々九
第4部より登場。悪夢の国スヴァルトアルフの妖精。人に悪夢を見せることができる。無感動で後ろ向きな性格。未来に希望を持っていない。
プルメリア (Plumelia)
称号 - 淫夢の / 声 - 堀江由衣、Nicole Gose / イラスト - 四々九
第4部より登場。悪夢の国スヴァルトアルフの妖精。淫らな夢を見せる。潔癖な性格で、人間が抱く欲望を嫌っている。

#### ニザヴェリル王国
ファフニール (Fáfnir)
称号 - 曠野の王 / 声 - 加藤和樹、Griffin Puatu / イラスト - コザキユースケ
第5部より登場。ニザヴェリル王国の王。一兵士から成り上がり、かつては民に慕われていたが、現在では暴君と化している。
その正体はエイトリによって異界から召喚された英雄であり、召喚された際に記憶喪失になっていた。暴走していたのは「小人の王冠」の力に体が耐えられなかったためであり、終盤でエイトリに半ば廃棄される形で力を暴走され異形の怪物と化してしまう（無竜 / 重装）。
死ぬ間際に蘇った記憶では元の異界には妻子もあり、幼いレギンに娘の面影を感じていたとのこと。
オッテル (Otr)
称号 - 王の弟 / 声 - 吉野裕行、Tyler Shamy / イラスト - コザキユースケ
第5部より登場。ファフニールの義弟でレギンの兄。自分を拾ってくれたファフニールを崇拝している。
元はニザヴェリル王国の王家に仕える家の生まれで、クーデター派に唆された両親が場内にクーデター派を引き入れたことで王家は滅ぶことになった。その際に幼いレギンを連れて城を逃げ出していた。
ファフニールが建国王の血を引いていないこと、異界から召喚された英雄であることも知っており、ファフニールが記憶を取り戻して異界に戻ることを恐れて、行動する。
レギン (Reginn)
称号 - 希望の駿馬 / 声 - 小原好美、Megan Shipman / イラスト - コザキユースケ
第5部より登場。ファフニールの義妹。無邪気で単純な性格。豹変した兄を止めるためアスク王国に協力する。バージョン5.0.0以降のアイコンに採用されていた。
本人も知らなかったが、ニザヴェリル建国王の血筋であり、正統な後継者である王位後継者である。
エイトリ (Eitri)
称号 - 幼き賢者 / 声 - 高山みなみ / イラスト - コザキユースケ
第5部より登場。ニザヴェリルの「賢者の森」にすむ、幼い女性の姿をした学者。優れた頭脳を生かして魔道科学を発展させてきた人物。
もともとは遠い昔にニザヴェリル建国王に仕えていた人物で、早世した王の遺志を継いで国の発展に尽くし、神竜の力で他の肉体に転生を繰り返して長きにわたり生き続けてきた。扉を壊す神器ヤールングレイプルの開発やアスクに対抗しての召喚研究を行っていた。ファフニールも召喚研究で召喚された英雄の1人であり、精神は壊れなかったものの、記憶が失われている。
ニザヴェリル (Niðavellir)
称号 - 建国王 / 声 - 三上哲 / イラスト - Daisuke Izuka
かつて巨人族から独立した、初代ニザヴェリル国王。

#### ヨトゥン王国
ノート (Nótt)
称号 - 魅惑の月光 / 声 - 水樹奈々、Erika Harlacher / イラスト - コザキユースケ
第5部より登場。ヨトゥン王国の第一王女。ダグの双子の姉。優雅で美しいものを好む。惚れっぽい性格で美男子に弱い。
ダグとか口喧嘩も絶えないが、最後はダグをかばう形で命を落とし、ヨトゥン王国の未来をダグに託す。
ダグ (Dagr)
称号 - 陽光の耀き / 声 - 高垣彩陽、Alejandra Evette / イラスト - コザキユースケ
第5部より登場。ヨトゥン王国の第二王女。ノートの双子の妹。気さくでノリが軽く、好戦的な性格。
新国王となるもヴァイス・ブレイヴ一行と離れがたいレギンに対し、ニザヴェリル王国をヨトゥン王国が預かる形で統治する案を提案。自身が国王を継ぐ日のための勉強にとニザヴェリルの総督を買って出る。
シアチ (Þjazi)
称号 - 狂猛の巨人 / 声 - 松嵜麗 / イラスト - チーコ
過去のヨトゥン王国の巨人族で、ヨトゥン王国女王の妹。

#### 光の国ヴァナ
ニョルズ
第7部より登場。光の国ヴァナの王。
ネルトゥス (Nerþuz)
称号 - 地の女神 / 声 - 日髙のり子 / イラスト - 四々九
第7部より登場。光の国ヴァナの女神。ニョルズの妹で、フロージ・フレイヤ兄妹の叔母。
セイズ (Seiðr)
称号 - 希望の女神 / 声 - 羊宮妃那 / イラスト - 四々九
第7部より登場。光の国ヴァナの女神。
ヘイズ (Heiðr)
称号 - 無垢の女神 / 声 - 三森すずこ / イラスト - 四々九
第7部より登場。セイズの妹のような存在。グルヴェイグにかけられた「蛇の呪い」に蝕まれている。
グルヴェイグ
称号 - 黄金の魔女 / 声 - 三森すずこ / イラスト - 四々九
第7部より登場。「黄金の魔女」と呼ばれる存在。
クワシル
称号 - 過去の魔女 / 声 - 羊宮妃那 / イラスト - 四々九
第7部より登場。過去の世界にてエクラと出会う光の女神。その正体は過去のグルヴェイグ。

#### 世界樹の国ユグドラシル
ラタトスク
称号 - 看護の癒し手 / 声 - 長縄まりあ / イラスト - コザキユースケ
第8部より登場。「癒し手」の一員で、リスの神獣。
フレスベルグ
称号 - 刃の葬り手 / 声 - 若山詩音 / イラスト - コザキユースケ
第8部より登場。「癒し手」の一員で、ラタトスクの姉。半人半鳥の神獣。
ニーズヘッグ
称号 - 毒の葬り手 / 声 - 豊崎愛生 / イラスト - コザキユースケ
第8部より登場。「癒し手」の一員で、ラタトスクの姉。半人半蛇の神獣。
果実から毒を作り出すが、本来はその毒は患者の痛みを和らげるのに用いられる。
エイクスルニル
称号 - 体の葬り手 / 声 - 武内駿輔 / イラスト - コザキユースケ
第8部より登場。ラタトスクの兄。二足歩行する牡鹿の神獣。
ヘイズルーン
称号 - 蜜の癒し手 / 声 - 上坂すみれ / イラスト - コザキユースケ
第8部より登場。ラタトスクの姉。雌山羊の神獣。
蜜を生み出すことができ、その蜜には病や毒を癒す効果がある。他の4人と違って戦える力を持たないため、「葬り手」にはなれずにレーラズからは見捨てられている。
本編のストーリーでは上記の通り戦いには参加しないが、「理の神階英雄」（2024年7月より開催）では専用武器も装備している。
レーラズ
称号 - 心の葬り手 / 声 - 山崎たくみ / イラスト - コザキユースケ
第8部より登場。「癒し手」、および「葬り手」の長。ラタトスク達5人の父。
世界樹ユグドラシルから生まれた存在であるため、世界樹を通じて移動したり、世界樹そのものを操作できる。
他の世界から、世界樹の国ユグドラシルへ入るにはレーラズの許可が必要。

#### 天の国アースガルズ
ロキ (Loki)
称号 - 悪戯好き / 声 - 新井里美、エリカ・イシイ / イラスト - 前嶋重機
第2部より登場。炎の王国ムスペルの軍師。他人に化けることができ、人を誘惑することを好む。
トール (Thor)
称号 - 戦神 / 声 - 佐藤利奈、Laila Berzins / イラスト - 前嶋重機
戦を司る神。人間のまことの強さに敬意を抱いている。大軍勢ミョルニルを率い、アスク王国に試練を与える。
ルーン
称号 - 知の源 / 声 - 蒼井翔太 / イラスト - 前嶋重機
第9部より登場。バルドルとヘズから追われ、アスク王国に逃げ込んできた男の子。
ある日、「昏の詩」と呼ばれるものに書かれてある創世の文字の一部が読めるようになり、知識欲旺盛なアースガルズの王・アルフォズルが喜ぶだろうと、そのことを報告したら、アルフォズルは独占欲からルーンを捕えようとした。
ヘズ
称号 - 夕影の神 / 声 - 青山吉能 / イラスト - 前嶋重機
第9部より登場。天の国アースガルズの神の一人。「夕影の神」と呼ばれ、裁きの場で咎人を弁護する任にあたる。バルドルの妹。
バルドル
称号 - 天日の神 / 声 - 津田美波 / イラスト - 前嶋重機
第9部より登場。天の国アースガルズの神の一人。「天日の神」と呼ばれ、裁きの場へ咎人を連行する任にあたる。ヘズの姉。
アルフォズル
称号 -  / 声 - 青山穣 / イラスト - 前嶋重機
至天の世界ミズガルズを創ったとされる主神。ロキとトールの上位者。
ヘイムダル
称号 - 予知の神 / 声 - 内山夕実 / イラスト - 前嶋重機
ヴァーリ
称号 - 復讐の神 / 声 - 会沢紗弥 / イラスト - 前嶋重機
第9部より登場。天の国アースガルズの神の一人。バルドル、ヘズの妹。

#### その他
ユーミル (Ymir)
称号 - 生命の母なる竜 / 声 - 河野ひより / イラスト - ニジハヤシ
イベント「生と死の王女」にて登場。ヘルによって滅ぼされた「生の国ユーミル」の神竜。
アイト (Eitr)
称号 - 虚無のしもべ / 声 - 和多田美咲 / イラスト - 切符
イベント「虚無が、悪夢を」にて登場。妖精たちの天敵である「虚無の王」と呼ばれる存在の眷属。
ギンヌンガガプ
称号 - 虚無の王 / 声 - 恒松あゆみ / イラスト - hou
「虚無の王」。

#### プレイアブルキャラクター
プレイアブルキャラクターとして仲間にできるキャラクターについて、以下に記載する。
| 名前                     | 名前        | 声         | 声                       | イラスト                                          |
| 日本                     | 日本国外    | 日本       | 日本国外                 | イラスト                                          |
| アスク王国               | アスク王国  | アスク王国 | アスク王国               | アスク王国                                        |
| ------------------------ | ----------- | ---------- | ------------------------ | ------------------------------------------------- |
| アルフォンス             | Alfonse     | 鈴木達央   | レイ・チェイス           | - コザキユースケ - ニジハヤシ                     |
| シャロン                 | Sharena     | 内田真礼   | ジュリー・マッダレーナ   | - コザキユースケ - はねこと                       |
| アンナ                   | Anna        | 世戸さおり | カレン・ストラスマン     | - コザキユースケ - はねこと                       |
| グスタフ                 | Gustav      | 中田譲治   | エドワード・ボスコ       | - コザキユースケ - Daisuke Izuka                  |
| ヘンリエッテ             | Henriette   | 能登麻美子 | Mona Marshall            | - あんべよしろう                                  |
| アスク                   | Askr        | 黒田崇矢   |                          | - コザキユースケ - 西木あれく                     |
| アシュ                   | Ash         | 下地紫野   |                          | - コザキユースケ - あんべよしろう                 |
| メリアエ                 | Melíai      | 下地紫野   |                          | - ekao                                            |
| エンブラ帝国             |             |            |                          |                                                   |
| ヴェロニカ               | Veronica    | 日高里菜   | ウェンディー・リー       | - コザキユースケ - 海鵜げそ - п猫R - えいひ       |
| ブルーノ                 | Bruno       | 三木眞一郎 | タリエシン・ジャフェ     | - コザキユースケ - п猫R                           |
| レティシア               | Letizia     | M・A・O    |                          | - コザキユースケ                                  |
| エンブラ                 | Embra       | 丹下桜     |                          | - コザキユースケ - ∀ir                            |
| エルム                   | Elm         | 入野自由   |                          | - コザキユースケ - azuタロウ                      |
| 氷の王国ニフル           |             |            |                          |                                                   |
| ニフル                   | Nifl        | 高橋李依   |                          | - ヤスダスズヒト                                  |
| フィヨルム               | Fjorm       | 高橋李依   | ヘザー・ワトソン         | - 前嶋重機 - 恒星ホリグチ                         |
| スリーズ                 | Gunnthrá    | 茅野愛衣   | キャリー・ケラネン       | - 前嶋重機 - 四々九                               |
| ユルグ                   | Ylgr        | 大空直美   | ミーガン・リー           | - 前嶋重機 - Tobi                                 |
| フリーズ                 | Hrid        | 松岡禎丞   | マーク・P・ウィッテン    | - 前嶋重機 - argon                                |
| 炎の王国ムスペル         |             |            |                          |                                                   |
| ムスペル                 | Muspell     | 玄田哲章   |                          | - ヤスダスズヒト - 創-taro                        |
| スルト                   | Surtr       | 玄田哲章   |                          | - 前嶋重機 - 創-taro                              |
| レーギャルン             | Laegjarn    | 田村ゆかり | アリシア・ストラトン     | - 前嶋重機 - Daisuke Izuka - п猫R - cuboon        |
| レーヴァテイン           | Laevatein   | 釘宮理恵   | サラ・アン・ウィリアムズ | - 前嶋重機 - かわすみ - 齋藤将嗣 - ヤスダスズヒト |
| ヘルビンディ             | Helbindi    | 中井和哉   | レイモンド・K・エッセル  | - 前嶋重機 - めか                                 |
| 死の王国ヘル             |             |            |                          |                                                   |
| エイル                   | Eir         | 雨宮天     | ザンティ・ハイン         | - コザキユースケ - 伊藤未生 - HACCAN              |
| ヘル                     | Hel         | 小山茉美   | バーバラ・グッドソン     | - コザキユースケ                                  |
| リーヴ                   | Lif         | 前野智昭   | エドワード・ボスコ       | - コザキユースケ - Azusa                          |
| スラシル                 | Thrasir     | 小倉唯     | リジー・フリーマン       | - コザキユースケ                                  |
| ガングレト               | Ganglöt     | 大地葉     |                          | - 麻谷知世                                        |
| 夢の国アルフ             |             |            |                          |                                                   |
| フロージ                 | Freyr       | 古谷徹     | Jason Marnocha           | - さいのすけ - 四々九                             |
| ピアニー                 | Peony       | 和氣あず未 | Ryan Bartley             | - 四々九 - 切符                                   |
| ルピナス                 | Mirabilis   | 久野美咲   | Heather Halley           | - 四々九 - 円居雄一郎 - さくらしおり              |
| 悪夢の国スヴァルトアルフ |             |            |                          |                                                   |
| フレイヤ                 | Freyja      | 林原めぐみ | Stephanie Southerland    | - 四々九                                          |
| スカビオサ               | Triandra    | 井口裕香   | Lexi Klein               | - 四々九 - 切符 - いちかわはる                    |
| プルメリア               | Plumelia    | 堀江由衣   | Nicole Gose              | - 四々九 - teffish - kainown - 切符               |
| ニザヴェリル王国         |             |            |                          |                                                   |
| ニザヴェリル             | Niðavellir  | 三上哲     |                          | - Daisuke Izuka                                   |
| レギン                   | Reginn      | 小原好美   | Megan Shipman            | - コザキユースケ - 8イチビ8 - エシュアル          |
| オッテル                 | Otr         | 吉野裕行   | Tyler Shamy              | - コザキユースケ                                  |
| ファフニール             | Fáfnir      | 加藤和樹   | Griffin Puatu            | - コザキユースケ - ニジハヤシ                     |
| エイトリ                 | Eitri       | 高山みなみ |                          | - コザキユースケ                                  |
| ヨトゥン王国             |             |            |                          |                                                   |
| シアチ                   | Þjazi       | 松嵜麗     |                          | - チーコ                                          |
| ダグ                     | Dagr        | 高垣彩陽   | Alejandra Evette         | - コザキユースケ - cuboon - argon - 山田孝太郎    |
| ノート                   | Nótt        | 水樹奈々   | Erika Harlacher          | - コザキユースケ                                  |
| 光の国ヴァナ             |             |            |                          |                                                   |
| ネルトゥス               | Nerþuz      | 日髙のり子 |                          | - 四々九 - あんべよしろう - 煎茶                  |
| セイズ                   | Seiðr       | 羊宮妃那   |                          | - 四々九 - cuboon                                 |
| グルヴェイグ             | Gullveig    | 三森すずこ |                          | - 四々九                                          |
| クワシル                 | Kvasir      | 羊宮妃那   |                          | - 四々九 - ne-on                                  |
| ヘイズ                   | Heiðr       | 三森すずこ |                          | - 四々九                                          |
| 世界樹の国ユグドラシル   |             |            |                          |                                                   |
| ラタトスク               | Ratatoskr   | 長縄まりあ |                          | - コザキユースケ                                  |
| フレスベルグ             | Hræsvelgr   | 若山詩音   |                          | - コザキユースケ - kiyu                           |
| ニーズヘッグ             | Níðhöggr    | 豊崎愛生   |                          | - コザキユースケ - よし男                         |
| ヘイズルーン             | Heiðrún     | 上坂すみれ |                          | - コザキユースケ - cuboon - 煎茶                  |
| エイクスルニル           | Eikþyrnir   | 武内駿輔   |                          | - コザキユースケ - P-POCO                         |
| レーラズ                 | Læraðr      | 山崎たくみ |                          | - コザキユースケ                                  |
| 天の国アースガルズ       |             |            |                          |                                                   |
| ロキ                     | Loki        | 新井里美   | エリカ・イシイ           | - 前嶋重機 - 草木原俊行                           |
| トール                   | Thor        | 佐藤利奈   | Laila Berzins            | - 前嶋重機                                        |
| ルーン                   | Rune        | 蒼井翔太   |                          | - 前嶋重機                                        |
| バルドル                 | Baldr       | 津田美波   |                          | - 前嶋重機                                        |
| ヘズ                     | Höðr        | 青山吉能   |                          | - 前嶋重機                                        |
| その他の登場人物         |             |            |                          |                                                   |
| ユーミル                 | Ymir        | 河野ひより |                          | - ニジハヤシ - いちかわはる                       |
| アイト                   | Eitr        | 和多田美咲 |                          | - 切符                                            |
| ギンヌンガガプ           | Ginnungagap | 恒松あゆみ |                          | - hou                                             |

### 歴代キャラクター
#召喚などの特別な条件によって仲間にすることが出来る、他のファイアーエムブレムシリーズのキャラクター。別バージョンも含めると1000人以上が実装されており非常に多いため表によって解説する。
| 名前                                                 | 名前                                                 | 声                                                   | 声                                                   | イラスト                                                                               |
| 日本                                                 | 日本国外                                             | 日本                                                 | 日本国外                                             | イラスト                                                                               |
| 『暗黒竜』『新・暗黒竜』『紋章の謎』『新・紋章の謎』 | 『暗黒竜』『新・暗黒竜』『紋章の謎』『新・紋章の謎』 | 『暗黒竜』『新・暗黒竜』『紋章の謎』『新・紋章の謎』 | 『暗黒竜』『新・暗黒竜』『紋章の謎』『新・紋章の謎』 | 『暗黒竜』『新・暗黒竜』『紋章の謎』『新・紋章の謎』                                   |
| ---------------------------------------------------- | ---------------------------------------------------- | ---------------------------------------------------- | ---------------------------------------------------- | -------------------------------------------------------------------------------------- |
| マルス                                               | Marth                                                | - 緑川光 - 小林ゆう                                  | ユーリ・ローエンタール                               | - ワダサチコ - まよ - Daisuke Izuka - 北千里 - 藤川祥 - 山田孝太郎                     |
| クリス                                               | Kris                                                 | 日野聡                                               | Phillip Reich                                        | - Daisuke Izuka - みく郎                                                               |
| クリス                                               | Kris                                                 | Lynn                                                 | Felecia Angelle                                      | - Daisuke Izuka                                                                        |
| エリス                                               | Elice                                                | 島本須美                                             |                                                      | - ワダサチコ                                                                           |
| ジェイガン                                           | Jagen                                                | 五王四郎                                             | Walden James                                         | - 山田章博                                                                             |
| カイン                                               | Cain                                                 | 増田俊樹                                             | タリエシン・ジャフェ                                 | - めか                                                                                 |
| アベル                                               | Abel                                                 | 佐藤拓也                                             | Mick Wingert                                         | - 笹島彗星                                                                             |
| ドーガ                                               | Draug                                                | 竹内良太                                             | パトリック・ザイツ                                   | - 板垣ハコ                                                                             |
| ゴードン                                             | Gordin                                               | 村瀬歩                                               | Max Mittelman                                        | - 板垣ハコ                                                                             |
| ルーク                                               | Luke                                                 | 梅原裕一郎                                           | エドワード・ボスコ                                   | - Daisuke Izuka                                                                        |
| ロディ                                               | Roderick                                             | 八代拓                                               | Christian La Monte                                   | - 板垣ハコ                                                                             |
| ノルン                                               | Norne                                                | 原由実                                               | Brittney Harvey                                      | - kaya8                                                                                |
| シーダ                                               | Caeda                                                | 早見沙織                                             | シェラミー・リー                                     | - 羽公 - 四々丸 - いちかわはる - きただりょうま - 大熊まい                             |
| オグマ                                               | Ogma                                                 | 小杉十郎太                                           | トラヴィス・ウィリン                                 | - 山田章博 - 叶之明                                                                    |
| バーツ                                               | Barst                                                | 濱野大輝                                             | DC Douglas                                           | - ワダサチコ                                                                           |
| ダロス                                               | Darros                                               | 田中進太郎                                           | SungWon Cho                                          | - 添田一平                                                                             |
| カシム                                               | Castor                                               | 豊永利行                                             |                                                      | - 山田孝太郎                                                                           |
| ニーナ                                               | Nyna                                                 | 佐久間レイ                                           |                                                      | - 鈴木理華                                                                             |
| リンダ                                               | Linde                                                | 瀬戸麻沙美                                           | Julie Ann Taylor                                     | - 切符 - 恒星ホリグチ                                                                  |
| ジョルジュ                                           | Jeorge                                               | 間島淳司                                             | Mick Wingert                                         | - まよ                                                                                 |
| アストリア                                           | Astram                                               | 中井和哉                                             | Jamison Boaz                                         | - AKIRA                                                                                |
| ミシェイル                                           | Michalis                                             | 福島潤                                               | David Vincent                                        | - Daisuke Izuka - 山田孝太郎                                                           |
| ミネルバ                                             | Minerva                                              | 佐倉綾音                                             | Cindy Robinson                                       | - Daisuke Izuka - めか - まよ                                                          |
| マリア                                               | Maria                                                | 洲崎綾                                               | ウェンディー・リー                                   | - kaya8 - はねこと - まよ                                                              |
| パオラ                                               | Palla                                                | 種田梨沙                                             | Alexis Tipton                                        | - cuboon - まよ - はねこと - teffish - ごましおポン酢                                  |
| カチュア                                             | Catria                                               | 生天目仁美                                           | Connor Kelley                                        | - アマガイタロー - かかげ - 茶ちえ                                                     |
| エスト                                               | Est                                                  | 村川梨衣                                             | ブリアナ・ニッカーボッカー                           | - みわべさくら - DSマイル - 恒星ホリグチ                                               |
| ジュリアン                                           | Julian                                               | 木村良平                                             | Shannon McKain                                       | - 山田孝太郎                                                                           |
| レナ                                                 | Lena                                                 | 戸松遥                                               | Brittany Cox                                         | - 恒星ホリグチ - ひと和                                                                |
| マチス                                               | Matthis                                              | 土田玲央                                             |                                                      | - ネコモチ                                                                             |
| リカード                                             | Rickard                                              | 伊藤静                                               |                                                      | - かわすみ                                                                             |
| マリク                                               | Merric                                               | - 保志総一朗 - 長妻樹里                              | ユーリ・ローエンタール                               | - 水野加奈 - あんべよしろう - まよ                                                     |
| エルレーン                                           | Arlen                                                | 大塚剛央                                             |                                                      | - 霜村航                                                                               |
| ハーディン                                           | Hardin                                               | 中谷一博                                             | リチャード・エプカー                                 | - Daisuke Izuka                                                                        |
| ウルフ                                               | Wolf                                                 | 伊東健人                                             |                                                      | - 茶ちえ                                                                               |
| ザガロ                                               | Sedgar                                               | 最上嗣生                                             |                                                      | - motsutsu                                                                             |
| ビラク                                               | Vyland                                               | 木村昴                                               |                                                      | - 山田孝太郎                                                                           |
| ロシェ                                               | Roshea                                               | 堀江瞬                                               |                                                      | - 叶之明                                                                               |
| ユミナ                                               | Yuliya                                               | 稲垣好                                               |                                                      | - 恒星ホリグチ                                                                         |
| カミュ                                               | Camus                                                | 井上和彦                                             | トラヴィス・ウィリン                                 | - スエカネクミコ                                                                       |
| シリウス                                             | Sirius                                               | 井上和彦                                             | パトリック・セイズ                                   | - スエカネクミコ                                                                       |
| シーマ                                               | Sheena                                               | 小林ゆう                                             | Lauren Landa                                         | - まよ                                                                                 |
| チキ                                                 | Tiki                                                 | 諸星すみれ                                           | Mela Lee                                             | - いとうのいぢ - がおう→??? - 円居雄一郎 - lack - アマガイタロー - necömi - さばみぞれ |
| ナギ                                                 | Nagi                                                 | 島本須美                                             | Colleen O'Shaughnessey                               | - 岡谷 - 麻谷知世                                                                      |
| ガトー                                               | Gotoh                                                | - 清川元夢 - 佐久間元輝                              |                                                      | - 霜村航 - 山田章博                                                                    |
| チェイニー                                           | Xane                                                 | 渡辺明乃                                             | Brandon McInnis                                      | - ネコモチ - 神澤葉 - はなだ                                                           |
| バヌトゥ                                             | Bantu                                                | 小西克幸                                             | Joe J. Thomas                                        | - 山田章博                                                                             |
| エレミヤ                                             | Emeriya                                              | 中原麻衣                                             | Lisa Ortiz                                           | - 誉                                                                                   |
| カタリナ                                             | Katarina                                             | 優木かな                                             | キーラ・バックランド                                 | - kaya8                                                                                |
| クライネ                                             | Clarisse                                             | 藤原夏海                                             | Cassandra Lee Morris                                 | - 由良                                                                                 |
| ローロー                                             | Legion                                               | 丹沢晃之                                             | クリストファー・コーリー・スミス                     | - nabe                                                                                 |
| ナバール                                             | Navarre                                              | 子安武人                                             | タリエシン・ジャフェ                                 | - 由良 - argon                                                                         |
| フィーナ                                             | Phina                                                | ファイルーズあい                                     | Megan Harvey                                         | - まよ                                                                                 |
| リフ                                                 | Wrys                                                 | 利根健太朗                                           | DC Douglas                                           | - pikomaro                                                                             |
| アテナ                                               | Athena                                               | 日笠陽子                                             | クリスティーナ・ヴァレンズエラ                       | - 深遊                                                                                 |
| マリス                                               | Malice                                               | 田村睦心                                             |                                                      | - チーコ                                                                               |
| メディウス                                           | Medeus                                               | - 茶風林 - 小林達也                                  |                                                      | - Daisuke Izuka                                                                        |
| ガーネフ                                             | Gharnef                                              | 成田剣                                               | DC Douglas                                           | - HACCAN                                                                               |
| 『外伝』『Echoes』                                   |                                                      |                                                      |                                                      |                                                                                        |
| アルム                                               | Alm                                                  | 花江夏樹                                             | Kyle McCarley                                        | - 新井テル子 - 左 - ツッキー - maCo                                                    |
| ルカ                                                 | Lukas                                                | 櫻井孝宏                                             | グレッグ・チャン                                     | - cuboon                                                                               |
| グレイ                                               | Gray                                                 | 谷山紀章                                             | Max Mittelman                                        | - かわすみ                                                                             |
| ロビン                                               | Tobin                                                | 阿部敦                                               | Robbie Daymond                                       | - kaya8                                                                                |
| クリフ                                               | Kliff                                                | 斎賀みつき                                           | Christopher Patton                                   | - Tobi                                                                                 |
| エフィ                                               | Faye                                                 | 種﨑敦美                                             | Amber Connor                                         | - 紺藤ココン - Tobi                                                                    |
| シルク                                               | Silque                                               | いのくちゆか                                         | Bonnie Gordon                                        | - lack - 羽公                                                                          |
| クレア                                               | Clair                                                | 遠藤綾                                               | Alexis Tipton                                        | - 高木正文                                                                             |
| クレーベ                                             | Clive                                                | 神谷浩史                                             | Grant George                                         | - Tobi                                                                                 |
| パイソン                                             | Python                                               | 川田紳司                                             | Doug Erholtz                                         | - 須田彩加                                                                             |
| フォルス                                             | Forsyth                                              | 相楽信頼                                             | Chris Cason                                          | - さいのすけ                                                                           |
| セリカ                                               | Celica                                               | 東山奈央                                             | エリカ・リンドベック                                 | - 藤川祥 - 左 - 海鵜げそ - Noy - 麻谷知世 - ふわおむ                                   |
| メイ                                                 | Mae                                                  | 稲川英里                                             | シェラミー・リー                                     | - がおう→??? - たん旦                                                                  |
| ボーイ                                               | Boey                                                 | 佐々木拓真                                           | Chris Hackney                                        | - あおじ                                                                               |
| ジェニー                                             | Genny                                                | 堀中優希                                             | Eden Riegel                                          | - アマガイタロー                                                                       |
| セーバー                                             | Saber                                                | 子安武人                                             | キース・シルバースタイン                             | - п猫R - めか                                                                          |
| バルボ                                               | Valbar                                               | 藤原貴弘                                             | Kyle Hebert                                          | - ホマ蔵                                                                               |
| カムイ                                               | Kamui                                                | 松田修平                                             |                                                      | - 鈴木理華                                                                             |
| レオ                                                 | Leon                                                 | 髙橋孝治                                             | Lucien Dodge                                         | - ミヤジマハル                                                                         |
| マチルダ                                             | Mathilda                                             | 甲斐田裕子                                           | Caitlin Glass                                        | - 岡谷                                                                                 |
| リュート                                             | Luthier                                              | 梯篤司                                               |                                                      | - maCo - まよ                                                                          |
| デューテ                                             | Delthea                                              | 鈴木絵理                                             | Christine Marie Cabanos                              | - みわべさくら - 海鵜げそ                                                              |
| アトラス                                             | Atlas                                                | 櫻井トオル                                           |                                                      | - 山田孝太郎                                                                           |
| ジェシー                                             | Jesse                                                | 四宮豪                                               |                                                      | - ダイエクスト                                                                         |
| ソニア                                               | Sonya                                                | 下田岺易                                             | Tara Sands                                           | - 由良 - 切符 - 鈴木理華                                                               |
| ディーン                                             | Deen                                                 | 最上嗣生                                             |                                                      | - п猫R                                                                                 |
| ティータ                                             | Tatiana                                              | 田村奈央                                             |                                                      | - いちかわはる                                                                         |
| ジーク                                               | Zeke                                                 | 井上和彦                                             |                                                      | - 山田孝太郎                                                                           |
| コンラート                                           | Conrad                                               | 佐藤拓也                                             | Marc Diraison                                        | - 悌太 - argon                                                                         |
| マイセン                                             | Mycen                                                | 中博史                                               |                                                      | - 創-taro                                                                              |
| ノーマ                                               | Nomah                                                | 稲葉実                                               |                                                      | - めいさい                                                                             |
| ルドルフ                                             | Rudolf                                               | 菅生隆之                                             | Taylor Henry                                         | - 宮本サトル                                                                           |
| ベルクト                                             | Berkut                                               | 鈴木達央                                             | イアン・シンクレア                                   | - 麻谷知世                                                                             |
| リネア                                               | Rinea                                                | 山村響                                               | Dorothy Fahn                                         | - 麻谷知世                                                                             |
| フェルナン                                           | Fernand                                              | 野島健児                                             |                                                      | - 麻谷知世                                                                             |
| ドーマ                                               | Duma                                                 | 銀河万丈                                             | Josh Petersdorf                                      | - 米子 - ダイエクスト                                                                  |
| ミラ                                                 | Mila                                                 | 榊原良子                                             | Monica Rial                                          | - 山田章博                                                                             |
| ジュダ                                               | Jedah                                                | 田久保修平                                           |                                                      | - otorihara                                                                            |
| マーラ                                               | Marla                                                | 北西純子                                             |                                                      | - パビリオン右島                                                                       |
| ヘステ                                               | Hestia                                               | 北西純子                                             |                                                      | - 鳴瀬うろこ                                                                           |
| ヌイババ                                             | Nuibaba                                              | 北西純子                                             |                                                      | - 誉                                                                                   |
| 盗賊頭                                               | Brigand Boss                                         | 高口公介                                             |                                                      | - ダイエクスト                                                                         |
| 『聖戦の系譜』                                       |                                                      |                                                      |                                                      |                                                                                        |
| シグルド                                             | Sigurd                                               | 森川智之                                             | Grant George                                         | - 沙汰 - azuタロウ - 鈴木理華 - ももぢる氏                                             |
| アーダン                                             | Arden                                                | 大川透                                               | Mick Wingert                                         | - 添田一平                                                                             |
| ブリギッド                                           | Brigid                                               | 岡村明美                                             | Caitlyn Elizabeth                                    | - 店主マイトオ - 鈴木理華                                                              |
| エーディン                                           | Edain                                                | 石村知子                                             |                                                      | - あんべよしろう                                                                       |
| ミデェール                                           | Midir                                                | 優希比呂                                             |                                                      | - かわすみ                                                                             |
| アルヴィス                                           | Arvis                                                | 速水奨                                               | Xander Mobus                                         | - 悌太                                                                                 |
| アゼル                                               | Azelle                                               | 石田彰                                               | Austin Lee Matthews                                  | - Tobi                                                                                 |
| ティルテュ                                           | Tailtiu                                              | 桑島法子                                             | Heather Hogan                                        | - しおえもん - うらたあさお                                                            |
| レックス                                             | Lex                                                  | 浪川大輔                                             | Nazeeh Tarsha                                        | - 霜村航                                                                               |
| キュアン                                             | Quan                                                 | 鈴村健一                                             | Chris Hackney                                        | - あおじ - 悌太                                                                        |
| エスリン                                             | Ethlyn                                               | かかずゆみ                                           | Allegra Clark                                        | - kaya8                                                                                |
| アイラ                                               | Ayra                                                 | 折笠愛                                               | Brina Palencia                                       | - 麻谷知世 - マキムラシュンスケ                                                        |
| ホリン                                               | Chulainn                                             | 岡野浩介                                             |                                                      | - 霜村航                                                                               |
| ジャムカ                                             | Jamke                                                | 檜山修之                                             | Joe Zieja                                            | - スエカネクミコ                                                                       |
| レヴィン                                             | Lewyn                                                | 子安武人                                             | Steve Staley                                         | - 須田彩加 - たかや友英                                                                |
| マーニャ                                             | Annand                                               | 天野由梨                                             | Fryda Wolff                                          | - まよ                                                                                 |
| ディートバ                                           | Dithorba                                             | 鷹森淑乃                                             | Megan Shipman                                        | - 米子                                                                                 |
| フュリー                                             | Erinys                                               | 坂本真綾                                             | G.K. Bowes                                           | - かかげ                                                                               |
| エルトシャン                                         | Eldigan                                              | 間島淳司                                             | グレッグ・チャン                                     | - п猫R - ニジハヤシ                                                                    |
| ラケシス                                             | Lachesis                                             | 大西沙織                                             | クリスティーナ・ヴァレンズエラ                       | - みわべさくら                                                                         |
| ディアドラ                                           | Deirdre                                              | 井上喜久子                                           | Erica Mendez                                         | - はいむらきよたか                                                                     |
| シルヴィア                                           | Silvia                                               | ゆかな                                               | Laura Post                                           | - チーコ                                                                               |
| デュー                                               | Dew                                                  | 渡辺明乃                                             |                                                      | - 夕子                                                                                 |
| セリス                                               | Seliph                                               | 内田雄馬                                             | Christian La Monte                                   | - 沙汰 - 江川あきら - ワダサチコ - 生川                                                |
| ラクチェ                                             | Larcei                                               | 種﨑敦美                                             | Lizzie Freeman                                       | - 麻谷知世                                                                             |
| シャナン                                             | Shannan                                              | 増田俊樹                                             | Ted Sroka                                            | - 大熊ゆうご                                                                           |
| スカサハ                                             | Scáthach                                             | ランズベリー・アーサー                               |                                                      | - 灸場メロ                                                                             |
| ラナ                                                 | Lana                                                 | 田村奈央                                             |                                                      | - みわべさくら                                                                         |
| アーサー                                             | Arthur                                               | 土田玲央                                             |                                                      | - 蓮水薫                                                                               |
| ティニー                                             | Tine                                                 | 石川由依                                             |                                                      | - アマガイタロー - うらたあさお                                                        |
| ファバル                                             | Febail                                               | 榎木淳弥                                             |                                                      | - ネコモチ                                                                             |
| パティ                                               | Patty                                                | 井口裕香                                             |                                                      | - 餡こたく                                                                             |
| ユリア                                               | Julia                                                | 佐倉綾音                                             | Cassandra Lee Morris                                 | - はいむらきよたか - 茶ちえ - hanusu - HACCAN                                          |
| アレス                                               | Ares                                                 | 興津和幸                                             | Robbie Daymond                                       | - п猫R                                                                                 |
| リーン                                               | Lene                                                 | 高橋美佳子                                           | Faye Mata                                            | - 四々丸                                                                               |
| セティ                                               | Ced                                                  | 梶原岳人                                             | Phillip Reich                                        | - 須田彩加 - RIZ3                                                                      |
| フィー                                               | Fee                                                  | 茅野愛衣                                             |                                                      | - 夕子                                                                                 |
| トラバント                                           | Travant                                              | 松本保典                                             | Jason Marnocha                                       | - 添田一平                                                                             |
| アルテナ                                             | Altena                                               | 戸松遥                                               | Morgan Berry                                         | - 樹林センリ                                                                           |
| アリオーン                                           | Arion                                                | 喜屋武和輝                                           |                                                      | - motsutsu                                                                             |
| ユリウス                                             | Julius                                               | 櫻井孝宏                                             | Griffin Burns                                        | - 茶ちえ                                                                               |
| イシュタル                                           | Ishtar                                               | 門脇舞以                                             | Ratana                                               | - スエカネクミコ - チーコ - ニジハヤシ                                                 |
| ヒルダ                                               | Hilda                                                | 三瓶由布子                                           |                                                      | - motsutsu                                                                             |
| ウル                                                 | Ullr                                                 | 桑島法子                                             |                                                      | - 鈴木理華                                                                             |
| 『トラキア776』                                      |                                                      |                                                      |                                                      |                                                                                        |
| リーフ                                               | Leif                                                 | 鈴村健一                                             | Nicolas Roye                                         | - あおじ - 日野慎之助 - ワダサチコ                                                     |
| フィン                                               | Finn                                                 | 置鮎龍太郎                                           | Robert Clotworthy                                    | - 板垣ハコ                                                                             |
| ナンナ                                               | Nanna                                                | 名塚佳織                                             | Alicia Stratten                                      | - 紺藤ココン - 茶ちえ                                                                  |
| エーヴェル                                           | Eyvel                                                | 岡村明美                                             | Caitlyn Elizabeth                                    | - ミヤジマハル                                                                         |
| マリータ                                             | Mareeta                                              | 井上麻里奈                                           | Kayli Mills                                          | - kiyu - 麻谷知世                                                                      |
| オーシン                                             | Osian                                                | 坂泰斗                                               | Brendan McKian                                       | - ダイエクスト                                                                         |
| ダグダ                                               | Dagdar                                               | 小林達也                                             |                                                      | - ダイエクスト                                                                         |
| タニア                                               | Tanya                                                | 花守ゆみり                                           | Laura Stahl                                          | - まっつん!                                                                            |
| アウグスト                                           | August                                               | 野川雅史                                             |                                                      | - 鈴木理華                                                                             |
| リノアン                                             | Linoan                                               | 和多田美咲                                           |                                                      | - あんべよしろう                                                                       |
| サフィ                                               | Safy                                                 | 久野美咲                                             |                                                      | - 鳴瀬うろこ                                                                           |
| ティナ                                               | Tina                                                 | 富田美憂                                             |                                                      | - まよ                                                                                 |
| アスベル                                             | Asbel                                                | 釘宮理恵                                             | Kylen Deporter                                       | - ワダサチコ                                                                           |
| マチュア                                             | Machyua                                              | 和氣あず未                                           |                                                      | - Kasahara                                                                             |
| ラーラ                                               | Lara                                                 | 白砂沙帆                                             |                                                      | - チーコ                                                                               |
| ロナン                                               | Ronan                                                | 小林千晃                                             | Clifford Chapin                                      | - 鳴瀬うろこ                                                                           |
| ミランダ                                             | Miranda                                              | 渡辺明乃                                             | Paula Rhodes                                         | - 麻谷知世                                                                             |
| カリン                                               | Karin                                                | 黒沢ともよ                                           |                                                      | - 鳴瀬うろこ                                                                           |
| ラインハルト                                         | Reinhardt                                            | 利根健太朗                                           | Christopher Corey Smith                              | - cuboon - 山田孝太郎 - ももぢる氏                                                     |
| オルエン                                             | Olwen                                                | 高橋美佳子                                           | Erin Fitzgerald                                      | - cuboon                                                                               |
| サイアス                                             | Saias                                                | 中谷一博                                             | Ben Lepley                                           | - 悌太                                                                                 |
| ベルド                                               | Veld                                                 | ふくまつ進紗                                         | Edward Bosco                                         | - 種田和宏                                                                             |
| サラ                                                 | Sara                                                 | 大野柚布子                                           | Heather Halley                                       | - 茶ちえ                                                                               |
| セイラム                                             | Salem                                                | 田久保修平                                           |                                                      | - 米子                                                                                 |
| パーン                                               | Perne                                                | 岡本信彦                                             |                                                      | - otorihara                                                                            |
| リフィス                                             | Lifis                                                | 梯篤司                                               |                                                      | - otorihara                                                                            |
| ホメロス                                             | Homer                                                | 岩崎諒太                                             |                                                      | - 在由子                                                                               |
| ガルザス                                             | Galzus                                               | 近藤隆                                               |                                                      | - チーコ                                                                               |
| ケンプフ                                             | Kempf                                                | 坂巻学                                               | Brandon Winckler                                     | - 叶之明                                                                               |
| 『封印の剣』                                         |                                                      |                                                      |                                                      |                                                                                        |
| ロイ                                                 | Roy                                                  | 福山潤                                               | レイ・チェイス                                       | - BUNBUN - ワダサチコ - めか                                                           |
| ウォルト                                             | Wolt                                                 | 下野紘                                               | Khoi Dao                                             | - argon                                                                                |
| マリナス                                             | Merlinus                                             | 島田敏                                               | Brad Venable                                         | - ダイエクスト                                                                         |
| リリーナ                                             | Lilina                                               | 小澤亜李                                             | ジュリー・マッダレーナ                               | - BUNBUN - azuタロウ - kaya8 - HACCAN                                                  |
| ボールス                                             | Bors                                                 | 川原慶久                                             |                                                      | - 添田一平                                                                             |
| ウェンディ                                           | Gwendolyn                                            | 行成とあ                                             | シェラミー・リー                                     | - 政尾翼                                                                               |
| オージェ                                             | Ogier                                                | KENN                                                 |                                                      | - 鳴瀬うろこ                                                                           |
| ルゥ                                                 | Lugh                                                 | 竹内順子                                             | Michael Johnston                                     | - 日向悠二                                                                             |
| レイ                                                 | Raigh                                                | 藤原夏海                                             | サム・リーゲル                                       | - 日向悠二                                                                             |
| チャド                                               | Chad                                                 | 花江夏樹                                             | Griffin Puatu                                        | - 日向悠二                                                                             |
| パーシバル                                           | Perceval                                             | 江口拓也                                             | Chris Cason                                          | - 由良                                                                                 |
| セシリア                                             | Cecilia                                              | 行成とあ                                             | シェラミー・リー                                     | - 北千里 - kainown                                                                     |
| クレイン                                             | Klein                                                | 太田悠介                                             | エドワード・ボスコ                                   | - Tobi                                                                                 |
| クラリーネ                                           | Clarine                                              | 小野寺瑠奈                                           | Hunter MacKenzie Austin                              | - アマガイタロー                                                                       |
| ゼフィール                                           | Zephiel                                              | 松田健一郎                                           | Taylor Henry                                         | - 山田章博                                                                             |
| マードック                                           | Murdoc                                               | 小谷津央典                                           |                                                      | - 霜村航                                                                               |
| ブルーニャ                                           | Brunnya                                              | ささきのぞみ                                         | Julia McIlvaine                                      | - 米子                                                                                 |
| ナーシェン                                           | Narcian                                              | 鳥海浩輔                                             | Kaiji Tang                                           | - 山田孝太郎                                                                           |
| ギネヴィア                                           | Guinivere                                            | 石見舞菜香                                           | Erika Harlacher                                      | - 麻谷知世                                                                             |
| ミレディ                                             | Melady                                               | 七瀬彩夏                                             | Morgan Berry                                         | - kiyu                                                                                 |
| ツァイス                                             | Zeiss                                                | 新祐樹                                               |                                                      | - 萩谷薫                                                                               |
| ゲイル                                               | Galle                                                | 寺島拓篤                                             | Daman Mills                                          | - 萩谷薫                                                                               |
| サウル                                               | Saul                                                 | 佐藤元                                               |                                                      | - とよた瑣織                                                                           |
| ドロシー                                             | Dorothy                                              | 雨宮天                                               |                                                      | - かわすみ                                                                             |
| ゼロット                                             | Zelot                                                | てらそままさき                                       |                                                      | - 板垣ハコ                                                                             |
| ノア                                                 | Noah                                                 | 小野賢章                                             |                                                      | - ネコモチ                                                                             |
| ユーノ                                               | Juno                                                 | 田中敦子                                             |                                                      | - 鳴瀬うろこ - hanusu                                                                  |
| ティト                                               | Thea                                                 | 村井かずさ                                           | Kayli Mills                                          | - Tobi - かかげ                                                                        |
| シャニー                                             | Shanna                                               | 白城なお                                             | Marisha Ray                                          | - 羽公                                                                                 |
| ニイメ                                               | Niime                                                | 井上喜久子                                           |                                                      | - 西木あれく                                                                           |
| ヒュウ                                               | Hugh                                                 | ランズベリー・アーサー                               |                                                      | - 8イチビ8                                                                             |
| スー                                                 | Sue                                                  | ささきのぞみ                                         | Megan Harvey                                         | - まよ                                                                                 |
| バアトル                                             | Bartre                                               | 利根健太朗                                           | カイル・エベール                                     | - 岡谷 - ダイエクスト                                                                  |
| フィル                                               | Fir                                                  | 日笠陽子                                             | Liv Strander                                         | - kaya8 - kiyu                                                                         |
| ルトガー                                             | Rutger                                               | 水中雅章                                             | Brian Kimmet                                         | - 板垣ハコ                                                                             |
| エキドナ                                             | Echidna                                              | 石上静香                                             | Julia McIlvaine                                      | - п猫R                                                                                 |
| エルフィン                                           | ELffin                                               | 石川界人                                             |                                                      | - パビリオン右島                                                                       |
| ディーク                                             | Dieck                                                | 帆世雄一                                             | Christopher Bevins                                   | - みく郎                                                                               |
| ララム                                               | Larum                                                | 井澤詩織                                             | Elizabeth Simmons                                    | - かわすみ - 桜河ゆう                                                                  |
| ギース                                               | Geese                                                | 古川慎                                               | Stefan Martello                                      | - motsutsu                                                                             |
| ゴンザレス                                           | Gonzalez                                             | 拝真之介                                             |                                                      | - 添田一平                                                                             |
| ソフィーヤ                                           | Sophia                                               | 大西沙織                                             | ウェンディー・リー                                   | - ザザ - うらたあさお - たん旦                                                         |
| ファ                                                 | Fae                                                  | 小澤亜李                                             | Sarah Blandy                                         | - 日向悠二                                                                             |
| イグレーヌ                                           | Igrene                                               | 原由実                                               | Krizia Bajos                                         | - cuboon - ekao                                                                        |
| イドゥン                                             | Idunn                                                | 種田梨沙                                             |                                                      | - 山田孝太郎 - 海鵜げそ - かかげ                                                       |
| キャス                                               | Cath                                                 | 矢作紗友里                                           |                                                      | - kiyu - ぷきゅのすけ                                                                  |
| エリミーヌ                                           | Elimine                                              | 田中理恵                                             |                                                      | - 阿藍澄史                                                                             |
| 『烈火の剣』                                         |                                                      |                                                      |                                                      |                                                                                        |
| マーク                                               | Mark                                                 | なし                                                 | なし                                                 | - ワダサチコ                                                                           |
| エリウッド                                           | Eliwood                                              | - 櫻井孝宏 - 矢口アサミ                              | ユーリ・ローエンタール                               | - 深遊 - 伊藤未生 - ワダサチコ - azuタロウ                                             |
| リン                                                 | Lyn                                                  | 大本眞基子                                           | ウェンディー・リー                                   | - 山田孝太郎 - ワダサチコ - teffish - cuboon - エシュアル                              |
| ヘクトル                                             | Hector                                               | - 鳥海浩輔 - 大地葉                                  | パトリック・セイズ                                   | - AKIRA - スエカネクミコ - ワダサチコ - 北千里 - 萩谷薫                                |
| ハーケン                                             | Harken                                               | 喜屋武和輝                                           |                                                      | - 山田孝太郎                                                                           |
| イサドラ                                             | Isadora                                              | 長谷川育美                                           |                                                      | - たかや友英                                                                           |
| ウーゼル                                             | Uthers                                               | 辻井健吾                                             |                                                      | - 北千里                                                                               |
| オズイン                                             | Oswin                                                | 藤沼建人                                             |                                                      | - 柴山わんくろ                                                                         |
| マシュー                                             | Matthew                                              | 保志総一朗                                           | ベンジャミン・ディスキン                             | - 岡谷                                                                                 |
| レイラ                                               | Leila                                                | 日笠陽子                                             | Rebeka Thomas                                        | - п猫R - あっか - えく                                                                 |
| セーラ                                               | Serra                                                | 小澤亜李                                             | Kate Higgins                                         | - 久杉トク                                                                             |
| セイン                                               | Sain                                                 | 近藤隆                                               |                                                      | - maCo                                                                                 |
| ケント                                               | Kent                                                 | 野島裕史                                             |                                                      | - たかや友英                                                                           |
| レイヴァン                                           | Raven                                                | 梅原裕一郎                                           | Bryce Papenbrook                                     | - AKIRA                                                                                |
| ルセア                                               | Lucius                                               | 行成とあ                                             | マイケル・シンターニクラス                           | - 板垣ハコ - hou                                                                       |
| ウィル                                               | Wil                                                  | 福島潤                                               |                                                      | - みく郎                                                                               |
| レベッカ                                             | Rebecca                                              | 橋本ちなみ                                           | Hunter MacKenzie Austin                              | - 星野リリィ - ぷきゅのすけ                                                            |
| パント                                               | Pent                                                 | 子安武人                                             | Jamison Boaz                                         | - ワダサチコ                                                                           |
| ルイーズ                                             | Louise                                               | 竹内順子                                             | Maureen Price                                        | - ワダサチコ - 卵の黄身                                                                |
| エルク                                               | Erk                                                  | 小林裕介                                             |                                                      | - NA                                                                                   |
| プリシラ                                             | Priscilla                                            | 橋本ちなみ                                           | Marcella Lentz-Pope                                  | - kaya8                                                                                |
| ドルカス                                             | Dorcas                                               | 北村謙次                                             | カーク・ソーントン                                   | - 添田一平                                                                             |
| ゼフィール                                           | Zephiel                                              | 遠藤淳                                               | Taylor Henry                                         | - 藤坂公彦                                                                             |
| ヴァイダ                                             | Vaida                                                | 森なな子                                             |                                                      | - ∀ir                                                                                  |
| ヒース                                               | Heath                                                | 関智一                                               | Nathaniel Lane                                       | - めか - motsutsu                                                                      |
| フィオーラ                                           | Fiora                                                | 井上麻里奈                                           | Marianne Miller                                      | - 紺藤ココン                                                                           |
| ファリナ                                             | Farina                                               | 井澤詩織                                             |                                                      | - ネコモチ                                                                             |
| フロリーナ                                           | Florina                                              | 白城なお                                             | ジュリー・マッダレーナ                               | - ザザ - 茶ちえ                                                                        |
| カナス                                               | Canas                                                | 森久保祥太郎                                         | Joe Zieja                                            | - Tobi                                                                                 |
| カレル                                               | Karel                                                | 間島淳司                                             | Bryce Papenbrook                                     | - 北千里                                                                               |
| カアラ                                               | Karla                                                | 諏訪彩花                                             | Allegra Clark                                        | - 北千里 - cuboon                                                                      |
| ギィ                                                 | Guy                                                  | 矢野奨吾                                             |                                                      | - めか                                                                                 |
| ラス                                                 | Rath                                                 | 津田健次郎                                           | Jacob Craner                                         | - 霜村航                                                                               |
| ホークアイ                                           | Hawkeye                                              | 丹沢晃之                                             | Taylor Henry                                         | - HACCAN - 創-taro                                                                     |
| ニニアン                                             | Ninian                                               | 洲崎綾                                               | Brianna Knickerbocker                                | - 切符 - 円居雄一郎 - 紺藤ココン - azuタロウ                                           |
| ニルス                                               | Nils                                                 | 佐倉綾音                                             | Khoi Dao                                             | - 切符 - みく郎                                                                        |
| ネルガル                                             | Nergal                                               | 西垣俊作                                             |                                                      | - 柴山わんくろ                                                                         |
| リムステラ                                           | Limstella                                            | 下田レイ                                             |                                                      | - sena                                                                                 |
| ソーニャ                                             | Sonia                                                | 生天目仁美                                           |                                                      | - 米子                                                                                 |
| ロイド                                               | Lloyd                                                | 松田健一郎                                           | Kaiji Tang                                           | - pikomaro - 北千里                                                                    |
| ライナス                                             | Linus                                                | 成田剣                                               | Joe Brogie                                           | - めか - スエカネクミコ                                                                |
| ジャファル                                           | Jaffar                                               | 内田雄馬                                             | Walden James                                         | - 久杉トク - motsutsu                                                                  |
| ウルスラ                                             | Ursula                                               | 水橋かおり                                           | Misty Lee                                            | - ことぶきつかさ - 山田孝太郎 - 鈴木理華 - п猫R                                        |
| ニノ                                                 | Nino                                                 | 優木かな                                             | Sarah Blandy                                         | - アマガイタロー - みわべさくら - ぷきゅのすけ - 雨傘ゆん                              |
| ラガルト                                             | Legault                                              | 安元洋貴                                             | Christopher Bevins                                   | - п猫R                                                                                 |
| ファーガス                                           | Fargus                                               | 三宅健太                                             |                                                      | - 添田一平                                                                             |
| アトス                                               | Athos                                                | 上別府仁資                                           |                                                      | - 添田一平                                                                             |
| ブラミモンド                                         | Bramimond                                            | 注釈参照                                             |                                                      | - ワダサチコ                                                                           |
| 『聖魔の光石』                                       |                                                      |                                                      |                                                      |                                                                                        |
| エイリーク                                           | Eirika                                               | 水橋かおり                                           | キラ・バックランド                                   | - 麻谷知世 - ワダサチコ - azuタロウ - teffish                                          |
| エフラム                                             | Ephraim                                              | - 八代拓 - 加隈亜衣                                  | グレッグ・チャン                                     | - 麻谷知世 - ワダサチコ - 山田孝太郎 - п猫R - 在由子                                   |
| ゼト                                                 | Seth                                                 | 小山力也                                             | Christopher Corey Smith                              | - 冨士原良 - 黒野ユウ                                                                  |
| カイル                                               | Kyle                                                 | 泰勇気                                               |                                                      | - motsutsu                                                                             |
| フォルデ                                             | Forde                                                | 川原慶久                                             |                                                      | - 鳴瀬うろこ                                                                           |
| オルソン                                             | Orson                                                | 小杉十郎太                                           |                                                      | - 霜村航                                                                               |
| コーマ                                               | Colm                                                 | 山下大輝                                             |                                                      | - とよた瑣織                                                                           |
| ネイミー                                             | Neimi                                                | 幸村恵理                                             |                                                      | - 蓮水薫                                                                               |
| ルーテ                                               | Lute                                                 | 永野愛                                               | Brina Palencia                                       | - 瀬尾公治                                                                             |
| アスレイ                                             | Artur                                                | 河本啓佑                                             |                                                      | - Tobi                                                                                 |
| ロス                                                 | Ross                                                 | 村川梨衣                                             | Zeno Robinson                                        | - めか                                                                                 |
| ヒーニアス                                           | Innes                                                | - 福山潤 - 花守ゆみり                                | Xander Mobus                                         | - 悌太 - 麻谷知世 - 叶之明 - Dd                                                        |
| ターナ                                               | Tana                                                 | たなか久美                                           | Melissa Fahn                                         | - cuboon - はねこと - 間嶌三貴 - みく郎 - 館田ダン                                     |
| シレーネ                                             | Syrene                                               | 金元寿子                                             |                                                      | - パビリオン右島                                                                       |
| ヴァネッサ                                           | Vanessa                                              | 三澤紗千香                                           |                                                      | - 鳴瀬うろこ                                                                           |
| ギリアム                                             | Gilliam                                              | かぬか光明                                           |                                                      | - ダイエクスト                                                                         |
| ヴィガルド                                           | Vigarde                                              | 三宅健太                                             |                                                      | - 麻谷知世                                                                             |
| リオン                                               | Lyon                                                 | - 中村悠一 - 田村睦心                                | Mark P. Whitten                                      | - ミヤジマハル - カズキヨネ - hou - azuタロウ                                          |
| デュッセル                                           | Duessel                                              | 楠見尚己                                             | Christopher Sabat                                    | - 西木あれく                                                                           |
| セライナ                                             | Selena                                               | 渡辺優里奈                                           | Tiana Camacho                                        | - ワダサチコ - 鈴木理華                                                                |
| グレン                                               | Gren                                                 | 山中真尋                                             |                                                      | - п猫R                                                                                 |
| アーヴ                                               | Riev                                                 | 松本忍                                               |                                                      | - Daisuke Izuka                                                                        |
| ヴァルター                                           | Valter                                               | 大川透                                               | Imari Williams                                       | - п猫R                                                                                 |
| ケセルダ                                             | Caellach                                             | 大泊貴揮                                             | Mike McFarland                                       | - 米子                                                                                 |
| クーガー                                             | Cormag                                               | 関幸司                                               | Brad Venable                                         | - argon                                                                                |
| ノール                                               | Knoll                                                | 木島隆一                                             | David Matranga                                       | - たかや友英                                                                           |
| ナターシャ                                           | Natasha                                              | 小倉唯                                               | Maureen Price                                        | - 伊藤未生                                                                             |
| アメリア                                             | Amelia                                               | 永野愛                                               | Liv Strander                                         | - アマガイタロー                                                                       |
| ヨシュア                                             | Joshua                                               | 野島裕史                                             | トッド・ハバーコーン                                 | - 冨士原良 - スエカネクミコ - 大熊ゆうご                                               |
| ジスト                                               | Gerik                                                | 津田健次郎                                           | Nathaniel Lane                                       | - スエカネクミコ                                                                       |
| マリカ                                               | Marisa                                               | 中原麻衣                                             | Connor Kelley                                        | - 藤川祥 - 月戸 - kainown                                                              |
| テティス                                             | Tethys                                               | 桑谷夏子                                             | Jennifer Losi                                        | - tokki - 晴乃樹                                                                       |
| ユアン                                               | Ewan                                                 | 世戸さおり                                           | Andrew Buck                                          | - azuタロウ                                                                            |
| ラーチェル                                           | L'Arachel                                            | 生天目仁美                                           | キャリー・ケラネン                                   | - 紺藤ココン - アマガイタロー - 藤ちょこ                                               |
| ドズラ                                               | Dozla                                                | 伊丸岡篤                                             | Josh Petersdorf                                      | - 北千里                                                                               |
| レナック                                             | Rennac                                               | 伊東健人                                             |                                                      | - 霜村航                                                                               |
| ミルラ                                               | Myrrh                                                | 門脇舞以                                             | Erica Lindbeck                                       | - アマガイタロー - エシュアル - みわべさくら                                           |
| サレフ                                               | Saleh                                                | 村上聡                                               |                                                      | - ミヤジマハル                                                                         |
| フォデス                                             | Fomortiis                                            | 中村悠一                                             |                                                      | - Daisuke Izuka                                                                        |
| 『蒼炎の軌跡』『暁の女神』                           |                                                      |                                                      |                                                      |                                                                                        |
| アイク                                               | Ike                                                  | - 萩道彦 - 宮川美保                                  | グレッグ・チャン                                     | - めか - 北千里 - 藤坂公彦 - 神澤葉 - 大熊ゆうご - argon                               |
| ティアマト                                           | Titania                                              | 宮川美保                                             | Misty Lee                                            | - ワダサチコ                                                                           |
| セネリオ                                             | Soren                                                | 村瀬歩                                               | Kyle McCarley                                        | - ミヤジマハル - sena - スズキイオリ - 北千里                                          |
| ミスト                                               | Mist                                                 | 榎本温子                                             | Sarah Williams                                       | - みわべさくら                                                                         |
| グレイル                                             | Greil                                                | 長嶝高士                                             | Frank Todaro                                         | - Daisuke Izuka                                                                        |
| オスカー                                             | Oscar                                                | 間島淳司                                             | Bryce Papenbrook                                     | - 一色箱                                                                               |
| ボーレ                                               | Boyd                                                 | 阿澄佳奈                                             |                                                      | - にじまあるく                                                                         |
| ヨファ                                               | Rolf                                                 | 浅川悠                                               | Erik Kimerer                                         | - みく郎                                                                               |
| シノン                                               | Shinon                                               | 間島淳司                                             | Brendan McKian                                       | - ワダサチコ                                                                           |
| ガトリー                                             | Gatrie                                               | 小上裕通                                             | Jacob Craner                                         | - ダイクエスト                                                                         |
| キルロイ                                             | Rhys                                                 | 浜田賢二                                             | Stefan Martello                                      | - 切符                                                                                 |
| ワユ                                                 | Mia                                                  | 浅川悠                                               | Lani Minella                                         | - 米山舞 - さくらしおり                                                                |
| エリンシア                                           | Elincia                                              | 滝田樹里                                             | Amanda C. Miller                                     | - 切符 - 麻谷知世 - 北千里 - あんべよしろう - 藤川祥                                   |
| ルキノ                                               | Lucia                                                | 田中理恵                                             |                                                      | - たかや友英 - 鈴木理華                                                                |
| ジョフレ                                             | Geoffrey                                             | 小野賢章                                             |                                                      | - 霜村航                                                                               |
| ユリシーズ                                           | Bastian                                              | 小山力也                                             |                                                      | - 米子                                                                                 |
| ネフェニー                                           | Nephenee                                             | 大本眞基子                                           | Julie Ann Taylor                                     | - HACCAN                                                                               |
| ベウフォレス                                         | Bertram                                              | 野川雅史                                             |                                                      | - 西木あれく                                                                           |
| ツイハーク                                           | Zihark                                               | 大須賀純                                             | Zeno Robinson                                        | - 叶之明                                                                               |
| サナキ                                               | Sanaki                                               | 中原麻衣                                             | Erin Fitzgerald                                      | - 富岡二郎 - 北千里                                                                    |
| シグルーン                                           | Sigrun                                               | 荒川美穂                                             | Megan Lee                                            | - pikomaro                                                                             |
| タニス                                               | Tanith                                               | 中恵光城                                             | Katelyn Gault                                        | - まっつん! - 伊藤未生                                                                 |
| マーシャ                                             | Marcia                                               | 三瓶由布子                                           |                                                      | - 切符                                                                                 |
| セフェラン                                           | Sephiran                                             | 石井一貴                                             | E. Jason Liebrecht                                   | - pikomaro                                                                             |
| ステラ                                               | Astrid                                               | 南條愛乃                                             |                                                      | - 鳴瀬うろこ                                                                           |
| ジル                                                 | Jill                                                 | 水瀬いのり                                           | Reba Buhr                                            | - 麻谷知世                                                                             |
| フォルカ                                             | Volke                                                | 拝真之介                                             |                                                      | - 北千里                                                                               |
| アシュナード                                         | Ashnard                                              | 日野聡                                               | Brook Chalmers                                       | - Daisuke Izuka                                                                        |
| 漆黒の騎士                                           | Black Knight                                         | 間島淳司                                             | Robert Clotworthy                                    | - Daisuke Izuka - 山田孝太郎 - 北千里                                                  |
| プラハ                                               | Petrine                                              | 菅谷弥生                                             | Elizabeth Maxwell                                    | - motsutsu                                                                             |
| イレース                                             | Ilyana                                               | 後藤沙緒里                                           | Ryan Bartley                                         | - 藤ちょこ - はねこと - いちかわはる                                                   |
| ミカヤ                                               | Micaiah                                              | 桑谷夏子                                             | Veronica Taylor                                      | - チーコ - 北千里 - teffish - HACCAN - いちかわはる - ne-on - 鈴木理華                 |
| サザ                                                 | Sothe                                                | 間島淳司                                             | Nicolas Roye                                         | - 久杉トク - 北千里 - RIZ3                                                             |
| エディ                                               | Edward                                               | 大塚剛央                                             |                                                      | - スエカネクミコ                                                                       |
| レオナルド                                           | Leonardo                                             | 天﨑滉平                                             |                                                      | - 霜村航                                                                               |
| ジョージ                                             | Jorge                                                | 渡辺紘                                               | Aleks Le                                             | - Daisuke Izuka                                                                        |
| ペレアス                                             | Pelleas                                              | 平川大輔                                             |                                                      | - 羽公                                                                                 |
| ルドベック                                           | Ludveck                                              | 高口公介                                             |                                                      | - motsutsu                                                                             |
| ヘザー                                               | Heather                                              | 小清水亜美                                           |                                                      | - とよた瑣織                                                                           |
| カイネギス                                           | Caingheis                                            | 白熊寛嗣                                             | Jake Eberle                                          | - 北千里                                                                               |
| ライ                                                 | Ranulf                                               | 鈴木達央                                             | Armen Taylor                                         | - めか                                                                                 |
| モゥディ                                             | Mordecai                                             | 江越彬紀                                             | Jason Vande Brake                                    | - ホマ蔵                                                                               |
| レテ                                                 | Lethe                                                | 大空直美                                             | Kirsten Day                                          | - kaya8 - 雨傘ゆん                                                                     |
| キサ                                                 | Kyza                                                 | 島﨑信長                                             |                                                      | - まじ                                                                                 |
| リィレ                                               | Lyre                                                 | 田村ゆかり                                           |                                                      | - kaya8                                                                                |
| デギンハンザー                                       | Dheginsea                                            | 西前忠久                                             | Drew Hobson                                          | - 北千里                                                                               |
| クルトナーガ                                         | Kurthnaga                                            | 山下大輝                                             |                                                      | - hou                                                                                  |
| イナ                                                 | Ena                                                  | 瀬戸麻沙美                                           | Jackie Lastra                                        | - kaya8                                                                                |
| ティバーン                                           | Tibarn                                               | 鈴木達央                                             | Joe J. Thomas                                        | - スエカネクミコ - 北千里                                                              |
| ラフィエル                                           | Rafiel                                               | 関智一                                               | Vernon Dew                                           | - 霜村航                                                                               |
| リュシオン                                           | Reyson                                               | 石田彰                                               | Frank Todaro                                         | - 由良                                                                                 |
| リアーネ                                             | Leanne                                               | 鈴木絵理                                             | Rachelle Heger                                       | - 由良                                                                                 |
| ネサラ                                               | Naesala                                              | 興津和幸                                             | Lucien Dodge                                         | - 須田彩加 - 黒葉.K                                                                    |
| トパック                                             | Tormod                                               | 内田真礼                                             |                                                      | - めか                                                                                 |
| ムワリム                                             | Muarim                                               | 櫻井トオル                                           |                                                      | - 北千里                                                                               |
| ビーゼ                                               | Vika                                                 | 矢作紗友里                                           |                                                      | - 鳴瀬うろこ                                                                           |
| ニケ                                                 | Nailah                                               | 斎賀みつき                                           | Rachel Robinson                                      | - п猫R - Azusa                                                                         |
| オルティナ                                           | Altina                                               | 宮川美保                                             | Krizia Bajos                                         | - 北千里 - あっか                                                                      |
| ゼルギウス                                           | Zelgius                                              | 間島淳司                                             | Robert Clotworthy                                    | - Daisuke Izuka - 萩谷薫                                                               |
| オリヴァー                                           | Oliver                                               | 杉田智和                                             | リチャード・エプカー                                 | - ホマ蔵                                                                               |
| ジェルド                                             | Jarod                                                | 清水秀光                                             |                                                      | - 田野きの太                                                                           |
| ハール                                               | Haar                                                 | 江口拓也                                             | Jake Eberle                                          | - 霜村航 - 北千里                                                                      |
| アスタルテ                                           | Ashera                                               | 佐久間紅美                                           |                                                      | - 北千里                                                                               |
| ユンヌ                                               | Yune                                                 | 佐久間紅美                                           | Megan Lee                                            | - みわべさくら                                                                         |
| 『覚醒』                                             |                                                      |                                                      |                                                      |                                                                                        |
| クロム                                               | Chrom                                                | - 杉田智和 - 恒松あゆみ                              | マシュー・マーサー                                   | - えびら - 山田孝太郎 - 日野慎之助 - コザキユースケ - 藤坂公彦                         |
| ルフレ                                               | Robin                                                | - 細谷佳正 - 沢城みゆき                              | David Vincent                                        | - 冨士原良 - 大熊ゆうご - 叶之明 - ワダサチコ - ネコモチ                               |
| ルフレ                                               | Robin                                                | 沢城みゆき                                           | Lauren Landa                                         | - 上田夢人 - まよ - チーコ - teffish - あんべよしろう - 大熊まい - 柊暁生              |
| リズ                                                 | Lissa                                                | 阿澄佳奈                                             | Kate Higgins                                         | - ザザ - 海鵜げそ - 藤ちょこ - 成海七海                                                |
| エメリナ                                             | Emmeryn                                              | 岡村明美                                             | ウェンディー・リー                                   | - ザザ - 8イチビ8                                                                      |
| フレデリク                                           | Frederick                                            | 小野大輔                                             | カイル・エベール                                     | - スエカネクミコ - ワダサチコ                                                          |
| ソワレ                                               | Sully                                                | 大原桃子                                             | Amanda C. Miller                                     | - まよ                                                                                 |
| ソール                                               | Stahl                                                | 新垣樽助                                             | サム・リーゲル                                       | - まよ                                                                                 |
| スミア                                               | Sumia                                                | 山本彩乃                                             | Eden Riegel                                          | - pikomaro                                                                             |
| マリアベル                                           | Maribelle                                            | 五十嵐裕美                                           | Melissa Fahn                                         | - 恒星ホリグチ                                                                         |
| ヴェイク                                             | Vaike                                                | 遠藤大輔                                             |                                                      | - さいのすけ                                                                           |
| ミリエル                                             | Miriel                                               | 逢沢ゆりか                                           |                                                      | - 廣岡政樹                                                                             |
| リヒト                                               | Ricken                                               | 増田ゆき                                             |                                                      | - えいひ                                                                               |
| カラム                                               | Kellam                                               | 坂巻学                                               |                                                      | - めか                                                                                 |
| ティアモ                                             | Cordelia                                             | - 岡田栄美 - 三木美                                  | Julie Ann Taylor                                     | - 上田夢人 - まよ - 茶ちえ                                                             |
| フィレイン                                           | Phila                                                | 神田みか                                             |                                                      | - 廣岡政樹                                                                             |
| リベラ                                               | Libra                                                | 山戸めぐみ                                           | Cindy Robinson                                       | - ミヤジマハル                                                                         |
| ガイア                                               | Gaius                                                | 松本忍                                               | レイ・チェイス                                       | - 一色箱                                                                               |
| ドニ                                                 | Donnel                                               | 市来光弘                                             | サム・リーゲル                                       | - 岡谷 - みく郎                                                                        |
| バジーリオ                                           | Basilio                                              | てらそままさき                                       |                                                      | - 創-taro                                                                              |
| フラヴィア                                           | Flavia                                               | 田中敦子                                             |                                                      | - 米子 - 鈴木理華                                                                      |
| ロンクー                                             | Lon'qu                                               | 子安武人                                             | トラヴィス・ウィリン                                 | - AKIRA - 萩谷薫                                                                       |
| オリヴィエ                                           | Olivia                                               | 松嵜麗                                               | カレン・ストラスマン                                 | - チーコ - AKIRA - 切符                                                                |
| ギャンレル                                           | Gangrel                                              | 坂巻学                                               | Taliesin Jaffe                                       | - argon                                                                                |
| ヘンリー                                             | Henry                                                | 岡村明美                                             | Bryce Papenbrook                                     | - 久杉トク - Tobi                                                                      |
| サーリャ                                             | Tharja                                               | 高田憂希                                             | ステファニー・シェー                                 | - ZIS - わし元 - 煎茶 - チーコ - 大熊まい - 阿藍澄史                                   |
| ムスタファー                                         | Mustafa                                              | 浜田賢二                                             | TJ Storm                                             | - 草木原俊行                                                                           |
| ギムレー                                             | Grima                                                | 細谷佳正                                             |                                                      | - п猫R                                                                                 |
| ギムレー                                             | Grima                                                | 沢城みゆき                                           |                                                      | - 六羽田トモエ                                                                         |
| ファウダー                                           | Validar                                              | 子安武人                                             |                                                      | - Daisuke Izuka                                                                        |
| インバース                                           | Aversa                                               | たなか久美                                           | Cindy Robinson                                       | - п猫R                                                                                 |
| ヴァルハルト                                         | Walhart                                              | 楠見尚己                                             | Richard Epcar                                        | - 添田一平                                                                             |
| セルバンテス                                         | Cervantes                                            | ふくまつ進紗                                         |                                                      | - 鴨NEGI                                                                               |
| エクセライ                                           | Excellus                                             | 松本忍                                               |                                                      | - オットン                                                                             |
| レンハ                                               | Yen'fay                                              | 浜田賢二                                             |                                                      | - 萩谷薫                                                                               |
| サイリ                                               | Say'ri                                               | 吉田聖子                                             |                                                      | - 由良 - ホマ蔵                                                                        |
| ヴィオール                                           | Virion                                               | 小上裕通                                             | Jamieson Price                                       | - ワダサチコ                                                                           |
| セルジュ                                             | Cherche                                              | 高田憂希                                             | Amanda C. Miller                                     | - ワダサチコ - kaya8                                                                   |
| チキ                                                 | Tiki                                                 | 大谷育江                                             | Mela Lee                                             | - いとうのいぢ - 岡谷 - п猫R - ゲソきんぐ                                              |
| グレゴ                                               | Gregor                                               | 浜田賢二                                             |                                                      | - ニジハヤシ                                                                           |
| ノノ                                                 | Nowi                                                 | たなか久美                                           | Hunter MacKenzie Austin                              | - lack - 円居雄一郎                                                                    |
| ベルベット                                           | Panne                                                | 増田ゆき                                             | Jessica Gee-George                                   | - チーコ                                                                               |
| パリス                                               | Priam                                                | 小野大輔                                             |                                                      | - maCo                                                                                 |
| アンナ                                               | Anna                                                 | 世戸さおり                                           | Karen Strassman                                      | - kaya8 - 紺藤ココン                                                                   |
| ルキナ                                               | Lucina                                               | 小林ゆう                                             | ローラ・ベイリー Alexis Tipton                       | - まいぽんぽん - 富岡二郎 - コザキユースケ - 山田孝太郎 - RIZ3 - ゲソきんぐ - п猫R     |
| マルス                                               | Marth                                                | 小林ゆう                                             | Alexis Tipton                                        | - まいぽんぽん                                                                         |
| ウード                                               | Owain                                                | 高橋英則                                             | Kaiji Tang                                           | - スエカネクミコ - 双葉はづき                                                          |
| アズール                                             | Inigo                                                | 木島隆一                                             | Mick Wingert                                         | - スエカネクミコ - п猫R - ワダサチコ                                                   |
| ブレディ                                             | Brady                                                | 江川大輔                                             | パトリック・セイズ                                   | - 黒葉.K                                                                               |
| ジェローム                                           | Gerome                                               | 新垣樽助                                             | Orion Acaba                                          | - めか                                                                                 |
| シャンブレー                                         | Yarne                                                | 遠藤大輔                                             | Chris Smith                                          | - п猫R - ダイエクスト                                                                  |
| ロラン                                               | Laurent                                              | 石井真                                               |                                                      | - 村壱雀                                                                               |
| マーク                                               | Morgan                                               | 細谷佳正                                             | Todd Haberkorn                                       | - Tobi - 三登いつき                                                                    |
| マーク                                               | Morgan                                               | 沢城みゆき                                           | Nicole Balick                                        | - Tobi                                                                                 |
| セレナ                                               | Severa                                               | 世戸さおり                                           |                                                      | - kaya8 - 紺藤ココン                                                                   |
| ノワール                                             | Noire                                                | 吉田聖子                                             | ミシェル・ラフ                                       | - 草木原俊行 - やまのかみ - 久蒼穹                                                     |
| ンン                                                 | Nah                                                  | 松嵜麗                                               | Eden Riegel                                          | - 恒星ホリグチ - mono                                                                  |
| デジュル                                             | Kjelle                                               | 山戸めぐみ                                           | ステファニー・シェー                                 | - アマガイタロー                                                                       |
| シンシア                                             | Cynthia                                              | 山本彩乃                                             | Minae Noji                                           | - まよ                                                                                 |
| ナーガ                                               | Naga                                                 | 佐藤聡美                                             | Mela Lee                                             | - 麻谷知世 - hanusu - ne-on                                                            |
| 『if』                                               |                                                      |                                                      |                                                      |                                                                                        |
| カムイ                                               | Corrin                                               | 島﨑信長                                             | カム・クラーク                                       | - まいぽんぽん - argon - 花邑まい - п猫R - mima                                        |
| カムイ                                               | Corrin                                               | 佐藤聡美                                             | Marcella Lentz-Pope                                  | - bthx - あんべよしろう - 煎茶 - エシュアル                                            |
| アクア                                               | Azura                                                | Lynn                                                 | Rena Strober                                         | - kaya8 - teffish                                                                      |
| ギュンター                                           | Gunter                                               | 納谷六朗                                             | DC Douglas                                           | - 山田章博                                                                             |
| フェリシア                                           | Felicia                                              | ささきのぞみ                                         | Connor Kelley                                        | - 羽公 - 河地りん                                                                      |
| ジョーカー                                           | Jakob                                                | 諏訪部順一                                           | Benjamin Diskin                                      | - 藤坂公彦 - 冨士原良                                                                  |
| リリス                                               | Lilith                                               | 村井かずさ                                           | Danielle Judovits                                    | - 恒星ホリグチ                                                                         |
| ミコト                                               | Mikoto                                               | 大原さやか                                           | Marisha Ray                                          | - 伊藤未生                                                                             |
| リョウマ                                             | Ryoma                                                | 中村悠一                                             | マシュー・マーサー                                   | - 北千里 - n猫R                                                                        |
| サイゾウ                                             | Saizo                                                | 新垣樽助                                             | Benjamin Diskin                                      | - lack - 黒葉.K                                                                        |
| カゲロウ                                             | Kagero                                               | 村川梨衣                                             | Sarah Blandy                                         | - lack - cuboon - ekao                                                                 |
| ヒノカ                                               | Hinoka                                               | 名塚佳織                                             | Cindy Robinson                                       | - HACCAN - チーコ - 碧風羽 - あんべよしろう - 北千里                                   |
| アサマ                                               | Azama                                                | 浜田賢二                                             | マシュー・マーサー                                   | - 岡谷                                                                                 |
| セツナ                                               | Setsuna                                              | 石川綾乃                                             | Connor Kelley                                        | - 久杉トク                                                                             |
| タクミ                                               | Takumi                                               | 梶裕貴                                               | マイケル・シンターニクラス                           | - 日野慎之助 - Tobi - ニジハヤシ - 在由子                                              |
| ヒナタ                                               | Hinata                                               | 市来光弘                                             | カム・クラーク                                       | - 上田夢人 - 叶之明                                                                    |
| オボロ                                               | Oboro                                                | ささきのぞみ                                         | Marisha Ray                                          | - 上田夢人 - Noy                                                                       |
| サクラ                                               | Sakura                                               | 金元寿子                                             | Brianna Knickerbocker                                | - 藤ちょこ - アマガイタロー                                                            |
| カザハナ                                             | Hana                                                 | 菅谷弥生                                             | カレン・ストラスマン                                 | - 藤ちょこ - 円居雄一郎 - 阿藍澄史                                                     |
| ツバキ                                               | Subaki                                               | 茂木たかまさ                                         | Walden James                                         | - 由良                                                                                 |
| スズカゼ                                             | Kaze                                                 | 小野大輔                                             | Xander Mobus                                         | - lack                                                                                 |
| オロチ                                               | Orochi                                               | 五十嵐由佳                                           |                                                      | - 桜河ゆう                                                                             |
| ユウギリ                                             | Reina                                                | 古川玲                                               |                                                      | - チーコ                                                                               |
| ユキムラ                                             | Yukimura                                             | 清水秀光                                             |                                                      | - Dd                                                                                   |
| モズメ                                               | Mozu                                                 | 木村珠莉                                             |                                                      | - かわすみ                                                                             |
| リンカ                                               | Rinkah                                               | 石川由依                                             | Sara Cravens                                         | - 草木原俊行 - チーコ                                                                  |
| フウガ                                               | Fuga                                                 | 松本大                                               |                                                      | - ニジハヤシ                                                                           |
| ツクヨミ                                             | Hayato                                               | VALSHE                                               |                                                      | - TAPI岡                                                                               |
| ニシキ                                               | Kaden                                                | 高橋勇太                                             | Max Mittelman                                        | - 久杉トク - やきにく                                                                  |
| ガロン                                               | Garon                                                | 大塚明夫                                             | パトリック・セイズ                                   | - 添田一平                                                                             |
| マークス                                             | Xander                                               | 小西克幸                                             | David Stanbra                                        | - 前嶋重機 - スエカネクミコ - п猫R - 柊暁生                                            |
| ラズワルド                                           | Laslow                                               | 木島隆一                                             | Mick Wingert                                         | - スエカネクミコ                                                                       |
| ピエリ                                               | Peri                                                 | 髙橋ミナミ                                           | Cindy Robinson                                       | - 高木正文                                                                             |
| カミラ                                               | Camilla                                              | 沢城みゆき                                           | Misty Lee                                            | - 前嶋重機 - みく郎 - lack - コザキユースケ - 煎茶 - 大熊まい - 架糸                   |
| ルーナ                                               | Selena                                               | 世戸さおり                                           | Julie Ann Taylor                                     | - ザザ                                                                                 |
| ベルカ                                               | Beruka                                               | 田澤茉純                                             | ステファニー・シェー                                 | - lack                                                                                 |
| レオン                                               | Leo                                                  | - 宮野真守 - 種﨑敦美                                | Max Mittelman                                        | - 日野慎之助 - Tobi - 叶之明 - Dd                                                      |
| オーディン                                           | Odin                                                 | 高橋英則                                             | Kaiji Tang                                           | - スエカネクミコ                                                                       |
| ゼロ                                                 | Niles                                                | 子安武人                                             | マイケル・シンターニクラス                           | - 由良                                                                                 |
| エリーゼ                                             | Elise                                                | 諏訪彩花                                             | Natalie Lander                                       | - 羽公 - みく郎 - 藤ちょこ                                                             |
| ハロルド                                             | Arthur                                               | 北沢力                                               | カム・クラーク                                       | - メンダコ                                                                             |
| エルフィ                                             | Effie                                                | 桑原由気                                             | Marisha Ray                                          | - HACCAN - エシュアル                                                                  |
| サイラス                                             | Silas                                                | 奥村翔                                               | Antony Del Rio                                       | - めか                                                                                 |
| ブノワ                                               | Benny                                                | 喜山茂雄                                             |                                                      | - 木ノ村                                                                               |
| シャーロッテ                                         | Charlotte                                            | 清水愛                                               | Brianna Knickerbocker                                | - pikomaro - 芳久                                                                      |
| マクベス                                             | Iago                                                 | 江越彬紀                                             | Ron Allen                                            | - п猫R                                                                                 |
| ガンズ                                               | Hans                                                 | 小谷津央典                                           |                                                      | - 添田一平                                                                             |
| フローラ                                             | Flora                                                | 加隈亜衣                                             | Julie Ann Taylo                                      | - 羽公 - 久蒼穹                                                                        |
| フランネル                                           | Keaton                                               | 大須賀純                                             | Ted Sroka                                            | - 大熊ゆうご - めか                                                                    |
| ニュクス                                             | Nyx                                                  | 木村珠莉                                             |                                                      | - 恒星ホリグチ                                                                         |
| ドラジェ                                             | Candace                                              | 慶長佑香                                             |                                                      | - ダイエクスト                                                                         |
| カンナ                                               | Kana                                                 | 島崎信長                                             | Sandy Fox                                            | - かわすみ - TAPI岡                                                                    |
| カンナ                                               | Kana                                                 | 佐藤聡美                                             | Claudia Lenz                                         | - みわべさくら - さとうぽて                                                            |
| シグレ                                               | Shigure                                              | 細谷佳正                                             | マシュー・マーサー                                   | - 由良                                                                                 |
| ディーア                                             | Dwyer                                                | 井口祐一                                             |                                                      | - 萩谷薫                                                                               |
| ミドリコ                                             | Midori                                               | 高野麻里佳                                           | Sarah Blandy                                         | - みく郎                                                                               |
| シノノメ                                             | Shiro                                                | 内匠靖明                                             | Kaiji Tang                                           | - 新井テル子                                                                           |
| キサラギ                                             | Kiragi                                               | 古島清孝                                             |                                                      | - かわすみ                                                                             |
| キヌ                                                 | Selkie                                               | 中恵光城                                             | Lexi Klein                                           | - 円居雄一郎                                                                           |
| マトイ                                               | Caeldori                                             | 三木美                                               |                                                      | - たん旦                                                                               |
| シャラ                                               | Rhajat                                               | 高田憂希                                             | ステファニー・シェー                                 | - 草木原俊行                                                                           |
| ジークベルト                                         | Siegbert                                             | 河西健吾                                             | Todd Haberkorn                                       | - 新井テル子                                                                           |
| フォレオ                                             | Forrest                                              | 高橋勇太                                             | Max Mittelman                                        | - Tobi                                                                                 |
| ベロア                                               | Velouria                                             | 荒川美穂                                             | Angela Marie Volpe                                   | - かわすみ - 藤ちょこ                                                                  |
| オフェリア                                           | Ophelia                                              | 桑原由気                                             | Angela Marie Volpe                                   | - 海鵜げそ - いちかわはる                                                              |
| ソレイユ                                             | Soleil                                               | 鈴木絵理                                             | ミシェル・ラフ                                       | - 円居雄一郎                                                                           |
| エポニーヌ                                           | Nina                                                 | 辻あゆみ                                             | Liv Strander                                         | - みく郎 - 切符                                                                        |
| シェンメイ                                           | Arete                                                | 慶長佑香                                             |                                                      | - Azusa                                                                                |
| ハイドラ                                             | Anankos                                              | 島﨑信長                                             |                                                      | - 米子                                                                                 |
| 『風花雪月』『無双 風花雪月』                        |                                                      |                                                      |                                                      |                                                                                        |
| ベレト                                               | Byleth                                               | 小林裕介                                             | Chris Niosi                                          | - 悌太 - 萩谷薫 - Azusa - スズキイオリ                                                 |
| ベレス                                               | Byleth                                               | 伊藤静                                               | Jeannie Tirado                                       | - 廣岡政樹 - cuboon - かかげ - 藤坂公彦                                                |
| ベレス                                               | Byleth                                               | 黒沢ともよ                                           | Cassandra Lee Morris                                 | - 左                                                                                   |
| ソティス                                             | Sothis                                               | 黒沢ともよ                                           | Cassandra Lee Morris                                 | - まいぽんぽん - azuタロウ                                                             |
| セイロス                                             | Seiros                                               | 井上喜久子                                           | Cherami Leigh                                        | - 西木あれく                                                                           |
| レア                                                 | Rhea                                                 | 井上喜久子                                           |                                                      | - いちかわはる - teffish - ゾノタイダ - ekao                                           |
| エーデルガルト                                       | Edelgard                                             | 加隈亜衣                                             | Tara Platt                                           | - 須田彩加 - HACCAN - cuboon - 黒葉.K - かかげ - teffish - azuタロウ                   |
| ヒューベルト                                         | Hubert                                               | 小西克幸                                             | Robbie Daymond                                       | - n猫R - スエカネクミコ                                                                |
| フェルディナント                                     | Ferdinand                                            | 坂泰斗                                               | Billy Kametz                                         | - さいのすけ                                                                           |
| リンハルト                                           | Linhardt                                             | 堀江瞬                                               | Chris Patton                                         | - むらいっち - Tobi                                                                    |
| カスパル                                             | Caspar                                               | 村上聡                                               |                                                      | - めか                                                                                 |
| ベルナデッタ                                         | Bernadetta                                           | 辻あゆみ                                             | Erica Mendez                                         | - ネコモチ - Tobi - 館田ダン - ゲソきんぐ                                              |
| ドロテア                                             | Dorothea                                             | 長妻樹里                                             | Allegra Clark                                        | - Azusa - ekao - みく郎                                                                |
| ペトラ                                               | Petra                                                | 石上静香                                             | Faye Mata                                            | - Azusa - よし男                                                                       |
| ディミトリ                                           | Dimitri                                              | 石川界人                                             | Chris Hackney                                        | - 藤坂公彦 - lack - 倉花千夏 - sena - 西木あれく - argon - コウ                        |
| ドゥドゥー                                           | Dedue                                                | 高橋英則                                             | Ben Lepley                                           | - 北千里 - 創-taro                                                                     |
| フェリクス                                           | Felix                                                | 帆世雄一                                             | Lucien Dodge                                         | - 黒葉.K - lack                                                                        |
| アッシュ                                             | Ashe                                                 | 井上雄貴                                             |                                                      | - azuタロウ - スズキイオリ - Tobi                                                      |
| シルヴァン                                           | Sylvain                                              | 古川慎                                               | Joe Brogie                                           | - argon - スエカネクミコ                                                               |
| メルセデス                                           | Mercedes                                             | 花守ゆみり                                           | Dorothy Fahn                                         | - かかげ - 切符                                                                        |
| アネット                                             | Annette                                              | 田中貴子                                             | Abby Trott                                           | - 月戸 - kiyu                                                                          |
| イングリット                                         | Ingrid                                               | 石見舞菜香                                           | Brittany Cox                                         | - 煎茶 - 西木あれく - RIZ3                                                             |
| クロード                                             | Claude                                               | 豊永利行                                             | Joe Zieja                                            | - 沙汰 - ワダサチコ - azuタロウ - 西木あれく - ニジハヤシ - ななふじ                   |
| ローレンツ                                           | Lorenz                                               | 渡辺紘                                               | Ben Diskin                                           | - п猫R                                                                                 |
| ラファエル                                           | Raphael                                              | 大泊貴揮                                             | Zachary T. Rice                                      | - ダイエクスト                                                                         |
| イグナーツ                                           | Ignatz                                               | 矢野奨吾                                             |                                                      | - ネコモチ                                                                             |
| リシテア                                             | Lysithea                                             | 悠木碧                                               | Janice Roman Roku                                    | - 円居雄一郎 - アマガイタロー - 雨傘ゆん                                               |
| マリアンヌ                                           | Marianne                                             | 秦佐和子                                             | Xanthe Huynh                                         | - 羽公 - 草木原俊行 - azuタロウ                                                        |
| ヒルダ                                               | Hilda                                                | 桑原由気                                             | Celeste Henderson                                    | - Noy - 羽公 - ニジハヤシ - エシュアル                                                 |
| レオニー                                             | Leonie                                               | 野川さくら                                           |                                                      | - ワダサチコ                                                                           |
| ユーリス                                             | Yuri                                                 | 榎木淳弥                                             |                                                      | - とよた瑣織 - sena - 大熊ゆうご                                                       |
| バルタザール                                         | Balthus                                              | 木村昴                                               |                                                      | - まじ - kuren                                                                         |
| コンスタンツェ                                       | Constance                                            | ブリドカットセーラ恵美                               |                                                      | - 芳久                                                                                 |
| ハピ                                                 | Hapi                                                 | 三澤紗千香                                           |                                                      | - 廣岡政樹 - cuboon                                                                    |
| アルファルド                                         | Aelfric                                              | 平川大輔                                             |                                                      | - 北千里                                                                               |
| セテス                                               | Seteth                                               | 子安武人                                             | Mark P. Whitten                                      | - 大熊ゆうご                                                                           |
| フレン                                               | Flayn                                                | 大野柚布子                                           | Deva Marie Gregory                                   | - 恒星ホリグチ - Tobi                                                                  |
| マヌエラ                                             | Manuela                                              | 小島幸子                                             |                                                      | - ekao                                                                                 |
| カトリーヌ                                           | Catherine                                            | 松浦チエ                                             | Laura Post                                           | - n猫R                                                                                 |
| シャミア                                             | Shamir                                               | 渡辺優里奈                                           | Allegra Clark                                        | - 前嶋重機 - п猫R - kainown                                                            |
| ツィリル                                             | Cyril                                                | 河西健吾                                             |                                                      | - п猫R                                                                                 |
| ジェラルト                                           | Jeralt                                               | 大塚明夫                                             |                                                      | - 西木あれく                                                                           |
| 門番                                                 | Gatekeeper                                           | 松本忍                                               |                                                      | - 山田章博                                                                             |
| クロニエ                                             | Kronya                                               | 高野麻里佳                                           | Colleen O'Shaughnessey                               | - 久杉トク                                                                             |
| ソロン                                               | Solon                                                | ふくまつ進紗                                         | Joseph Whimms                                        | - まじ                                                                                 |
| コルネリア                                           | Cornelia                                             | 岡村明美                                             |                                                      | - п猫R                                                                                 |
| 死神騎士                                             | Death Knight                                         | ???                                                  | ???                                                  | - やまお                                                                               |
| 炎帝                                                 | Flame Emperor                                        | ???                                                  | ???                                                  | - ダイエクスト                                                                         |
| メトジェイ                                           | Metodey                                              | 三輪隆博                                             |                                                      | - 江川あきら                                                                           |
| ネメシス                                             | Nemesis                                              | 楠見尚己                                             | Taylor Henry                                         | - 藤坂公彦                                                                             |
| シェズ                                               | Shez                                                 | 畠中祐                                               |                                                      | - 江川あきら - 西木あれく - 柊暁生                                                     |
| シェズ                                               | Shez                                                 | 富田美憂                                             |                                                      | - とよた瑣織 - Noy - やまのかみ - たくぼん                                             |
| ラルヴァ                                             | Arval                                                | 田村睦心                                             |                                                      | - にじまあるく                                                                         |
| モニカ                                               | Monica                                               | 高野麻里佳                                           |                                                      | - 神澤葉                                                                               |
| ホルスト                                             | Holst                                                | 増元拓也                                             |                                                      | - さいのすけ                                                                           |
| 『幻影異聞録♯FE Encore』                             |                                                      |                                                      |                                                      |                                                                                        |
| 樹                                                   | Itsuki                                               | 木村良平                                             | Chris Patton                                         | - みく郎                                                                               |
| つばさ                                               | Tsubasa                                              | 水瀬いのり                                           | Kayli Mills                                          | - azuタロウ                                                                            |
| エレオノーラ                                         | Eleonora                                             | 佐倉綾音                                             | Jenny Yokobori                                       | - かかげ                                                                               |
| 霧亜                                                 | Kiria                                                | 南條愛乃                                             | Megan Harvey                                         | - cuboon                                                                               |
| まもり                                               | Mamori                                               | 福原香織                                             | Elizabeth Simmons                                    | - 日向悠二                                                                             |
| 『エンゲージ』                                       |                                                      |                                                      |                                                      |                                                                                        |
| リュール                                             | Alear                                                | 下野紘                                               |                                                      | - 蓮水薫 - みく郎 - 葉山えいし - Dd                                                    |
| リュール                                             | Alear                                                | 遠藤綾                                               |                                                      | - アマガイタロー - 恒星ホリグチ - いちかわはる - kainown                               |
| ルミエル                                             | Lumera                                               | 三石琴乃                                             |                                                      | - 蓮水薫 - エシュアル - たくぼん                                                       |
| クラン                                               | Clanne                                               | 天﨑滉平                                             |                                                      | - Tobi                                                                                 |
| フラン                                               | Framme                                               | 千本木彩花                                           |                                                      | - 藤ちょこ                                                                             |
| アルフレッド                                         | Alfred                                               | 木村良平                                             |                                                      | - kaya8                                                                                |
| エーティエ                                           | Etie                                                 | 嶺内ともみ                                           |                                                      | - Tobi                                                                                 |
| セリーヌ                                             | Céline                                               | 鬼頭明里                                             |                                                      | - はねこと - うなみや                                                                  |
| クロエ                                               | Chloé                                                | 早見沙織                                             |                                                      | - kainown - 切符                                                                       |
| ディアマンド                                         | Diamant                                              | 諏訪部順一                                           |                                                      | - スエカネクミコ                                                                       |
| スタルーク                                           | Alcryst                                              | 岡本信彦                                             |                                                      | - sena - 生川                                                                          |
| ラピス                                               | Lapis                                                | 高柳知葉                                             |                                                      | - 茶ちえ - みわべさくら - 遺伝子ひな                                                   |
| シトリニカ                                           | Citrinne                                             | 長谷川育美                                           |                                                      | - ne-on                                                                                |
| アイビー                                             | Ivy                                                  | 日笠陽子                                             |                                                      | - cuboon - かかげ                                                                      |
| カゲツ                                               | Kagetsu                                              | 子安武人                                             |                                                      | - п猫R                                                                                 |
| オルテンシア                                         | Hortensia                                            | 木野日菜                                             |                                                      | - ぷきゅのすけ - 鉢人                                                                  |
| ロサード                                             | Rosado                                               | 蒼井翔太                                             |                                                      | - いちかわはる                                                                         |
| ゴルドマリー                                         | Goldmary                                             | 高森奈津美                                           |                                                      | - cuboon                                                                               |
| ミスティラ                                           | Timerra                                              | 小清水亜美                                           |                                                      | - 岡田学彌 - 創-taro                                                                   |
| メリン                                               | Merrin                                               | 森なな子                                             |                                                      | - たん旦                                                                               |
| パネトネ                                             | Panette                                              | 首藤志奈                                             |                                                      | - ネコモチ                                                                             |
| フォガート                                           | Fogado                                               | KENN                                                 |                                                      | - 岡田学彌 - argon                                                                     |
| パンドロ                                             | Pandreo                                              | 大河元気                                             |                                                      | - motsutsu                                                                             |
| アンナ                                               | Anna                                                 | 世戸さおり                                           |                                                      | - みわべさくら                                                                         |
| ユナカ                                               | Yunaka                                               | ファイルーズあい                                     |                                                      | - ネコモチ                                                                             |
| セアダス                                             | Seadall                                              | 阪本奨悟                                             |                                                      | - kiyu                                                                                 |
| ヴェイル                                             | Veyle                                                | 上田麗奈                                             |                                                      | - 館田ダン - さとうぽて - いちかわはる                                                 |
| セピア                                               | Zephia                                               | 深見梨加                                             |                                                      | - 8イチビ8                                                                             |
| セレスティア                                         | Zelestia                                             | 深見梨加                                             |                                                      | - 黒井ススム                                                                           |
| モーヴ                                               | Mauvier                                              | 前野智昭                                             |                                                      | - ダイエクスト                                                                         |
| グリ                                                 | Griss                                                | 津田健次郎                                           |                                                      | - kuren                                                                                |
| マロン                                               | Marni                                                | 青木瑠璃子                                           |                                                      | - 遺伝子ひな                                                                           |
| エル                                                 | Nel                                                  | 朴璐美                                               |                                                      | - kiyu - 千種みのり                                                                    |
| ラファール                                           | Rafal                                                | 江口拓也                                             |                                                      | - 麻先みち                                                                             |

## 評価
ゲーム自体
日本国外では、Metacriticで72/100、HOBBY CONSOLASで79/100、メトロ (フリーペーパー)で7/10、POCKET GAMERで7/10。
Google Play ベスト オブ 2017にて大賞の「2017年 ベストゲーム」を受賞。第21回DICEアワードにてMobile Game of the Yearを受賞。2018年SXSWゲーム賞にてMobile Game of the Yearを受賞。
ユニット（キャラクター）、編成
日本では、ファミ通Appで3マス移動が可能で専用バフスキルを持つ騎馬タイプの編成が優れ、特に『トラキア776』からの参戦で遠距離2回攻撃スキルのダイムサンダ持ちの雷神の右腕 ラインハルトについてプレイヤーからヤ◯ザと呼ばれる現況に触れながら“強すぎる”と評した。
収益
収益は配信から半年で127億円に達している（全世界累計）。課金ユーザーの割合は日本のプレイヤーが約7割を占めている。2017年7月の任天堂の株主総会での君島達己社長の発言によると、ダウンロード数はSuper Mario Runの10分の1に満たないが売上は上回っているという。

## 関連商品
- 『ファイアーエムブレム ヒーローズ 召喚師の手引き』（FIRE EMBLEM Heroes SUMMONER'S GUIDE）2017年5月31日発売
  - バージョン1.2.0時点での公式攻略本。
- 『ファイアーエムブレム ヒーローズ 英雄たちの日常』2019年8月26日発売
  - WEB連載されている４コマ漫画を第83話まで収録（描き下ろしを含む）。

## 関連作品
- ドラガリアロスト
  - 2019年4月から開始されたコラボ企画『FIRE EMBLEM つながる世界』で、本作のキャラクターが登場。イベントクリアでアルフォンスが仲間になり、レジェンド召喚でマルス、フィヨルム、ヴェロニカを仲間にすることができる。